# Vaison-la-Romaine
Pour les articles homonymes, voir Vaison.
Vaison-la-Romaine est une commune française située dans le département de Vaucluse, en région Provence-Alpes-Côte d'Azur.
Ses habitants sont appelés les Vaisonnais.
Elle est connue pour ses vestiges romains particulièrement riches dont un pont à arche unique, ainsi que pour sa cité médiévale et sa cathédrale. La ville comprend des éléments antiques, médiévaux et modernes.
Vaison-la-Romaine dispose de quatre théâtres et de nombreux lieux d'exposition et galerie. Elle accueille également des événements culturels dont des festivals de danse et de chants polyphoniques qui lui ont permis d'être labellisée « Cité chorale Européenne ».

## Urbanisme

### Typologie
Au 1er janvier 2024, Vaison-la-Romaine est catégorisée petite ville, selon la nouvelle grille communale de densité à sept niveaux définie par l'Insee en 2022.
Elle appartient à l'unité urbaine de Vaison-la-Romaine, une agglomération intra-départementale regroupant quatre  communes, dont elle est ville-centre,,. Par ailleurs la commune fait partie de l'aire d'attraction de Vaison-la-Romaine, dont elle est la commune-centre,. Cette aire, qui regroupe 14 communes, est catégorisée dans les aires de moins de 50 000 habitants,.

### Occupation des sols

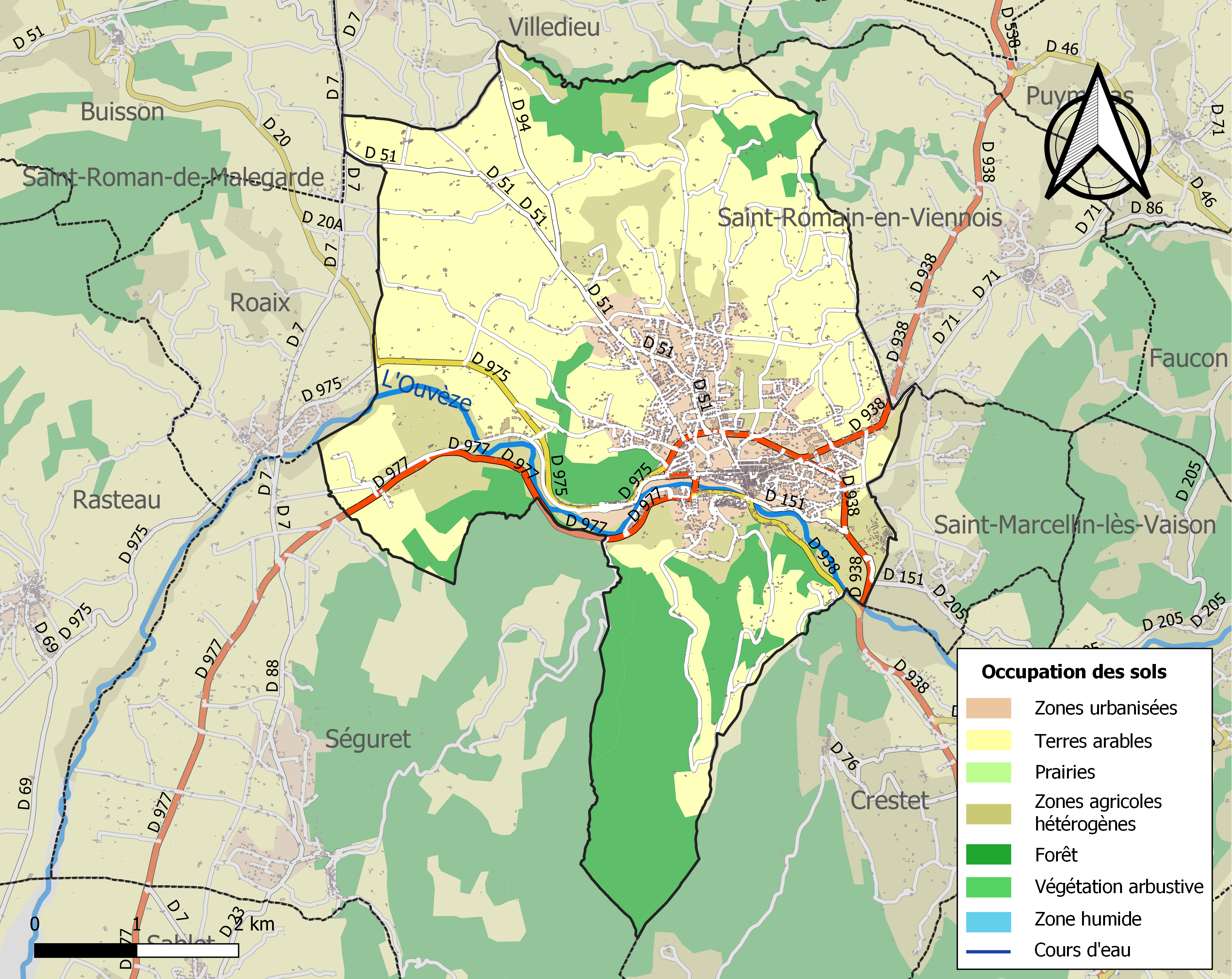
Carte des infrastructures et de l'occupation des sols de la commune en 2018 (CLC).

Le tableau ci-dessous présente l'occupation des sols de la commune en 2018, telle qu'elle ressort de la base de données européenne d’occupation biophysique des sols Corine Land Cover (CLC).
| Type d’occupation                                                                   | Pourcentage | Superficie (en hectares) |
| ----------------------------------------------------------------------------------- | ----------- | ------------------------ |
| Tissu urbain discontinu                                                             | 12,8 %      | 348                      |
| Vignobles                                                                           | 49,7 %      | 1 346                    |
| Systèmes culturaux et parcellaires complexes                                        | 4,3 %       | 116                      |
| Surfaces essentiellement agricoles interrompues par des espaces naturels importants | 11,6 %      | 313                      |
| Forêts de feuillus                                                                  | 9,5 %       | 256                      |
| Forêts de conifères                                                                 | 10,7 %      | 290                      |
| Forêts mélangées                                                                    | 1,5 %       | 40                       |
| Source : Corine Land Cover                                                          |             |                          |

L'occupation des sols est marquée par l'importance des territoires agricoles : 65,6 % de la surface communale. Les vignobles occupent à eux seuls 49,7 % de la surface communale.

## Géographie

### Localisation

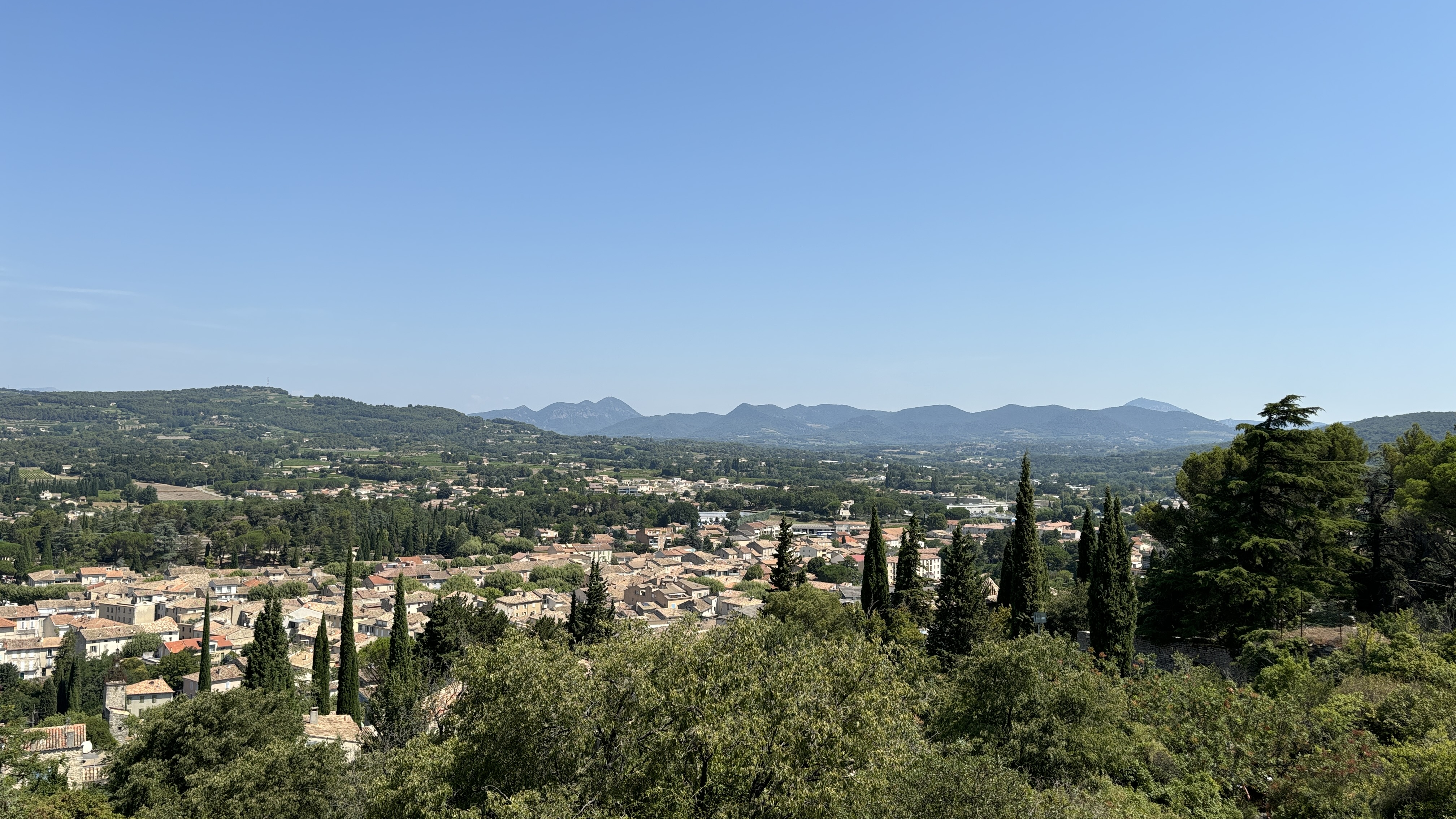
Panorama depuis le château des comtes de Toulouse.

La commune est située dans la partie nord du département, au sud de l'Enclave des papes. Elle est située à environ 27 km d'Orange, 50 km d'Avignon, 10 km des Dentelles de Montmirail et 10 km du pied du mont Ventoux.
La commune fait partie du « pays Voconces ».
La commune fait partie du parc naturel régional du Mont-Ventoux.

### Relief et utilisation des sols
Elle est entourée de sept collines couvertes de forêts et de vignes. En venant de l'ouest, Vaison marque le début des moyennes montagnes.

### Sismicité
La commune se trouve dans une zone de sismicité modérée. Le dernier séisme ressenti est celui de 1905.

### Hydrographie et eaux souterraines
Cours d'eau dans la commune :
- la rivière l'Ouvèze, connue pour ses crues violentes, sépare la haute ville (XIIIe siècle) de la ville moderne. L'un des ponts l'enjambant est le célèbre pont romain, qui a résisté à un bombardement allemand et à la crue du 22 septembre 1992 ;
- Ruisseaux du Lauzon, du Grand Alizier, de Malmont, de la Tulisse ;
- Ravins des Mataronnes, du Brusquet, du Barsan ;
- Vallat de la Combe.

### Climat
Pour des articles plus généraux, voir Climat de Provence-Alpes-Côte d'Azur et Climat de Vaucluse.
En 2010, le climat de la commune est de type climat méditerranéen franc, selon une étude du Centre national de la recherche scientifique s'appuyant sur une série de données couvrant la période 1971-2000. En 2020, Météo-France publie une typologie des climats de la France métropolitaine dans laquelle la commune est dans une zone de transition entre le climat de montagne et le climat méditerranéen et est dans la région climatique Provence, Languedoc-Roussillon, caractérisée par une pluviométrie faible en été, un très bon ensoleillement (2 600 h/an), un été chaud (21,5 °C), un air très sec en été, sec en toutes saisons, des vents forts (fréquence de 40 à 50 % de vents > 5 m/s) et peu de brouillards. 
Pour la période 1971-2000, la température annuelle moyenne est de 13,7 °C, avec une amplitude thermique annuelle de 17,2 °C. Le cumul annuel moyen de précipitations est de 770 mm, avec 6,1 jours de précipitations en janvier et 3,3 jours en juillet. Pour la période 1991-2020, la température moyenne annuelle observée à la station météorologique de Météo-France la plus proche, « Puyméras », dans la commune de Puyméras à 5 km à vol d'oiseau, est de 14,2 °C et le cumul annuel moyen de précipitations est de 700,2 mm. 
La température maximale relevée sur cette station est de 41,1 °C, atteinte le 28 juin 2019 ; la température minimale est de −10 °C, atteinte le 7 février 2012,,. 
| Mois                                  | jan.          | fév.          | mars          | avril         | mai           | juin          | jui.          | août          | sep.          | oct.          | nov.          | déc.          | année     |
| ------------------------------------- | ------------- | ------------- | ------------- | ------------- | ------------- | ------------- | ------------- | ------------- | ------------- | ------------- | ------------- | ------------- | --------- |
| Température minimale moyenne (°C)     | 2,6           | 2,4           | 5,1           | 8,3           | 11,3          | 15,1          | 17,3          | 17,1          | 13,8          | 10,4          | 6,6           | 3,6           | 9,5       |
| Température moyenne (°C)              | 6,2           | 6,5           | 9,7           | 13,3          | 16,5          | 20,7          | 23,3          | 23            | 19,1          | 14,9          | 10,2          | 7             | 14,2      |
| Température maximale moyenne (°C)     | 9,7           | 10,6          | 14,4          | 18,3          | 21,6          | 26,4          | 29,3          | 29            | 24,4          | 19,4          | 13,9          | 10,4          | 18,9      |
| Record de froid (°C) date du record   | −5,9 11.01.10 | −10 07.02.12  | −4,6 11.03.10 | −0,9 01.04.13 | 3,6 05.05.19  | 8,9 12.06.19  | 9,7 10.07.07  | 10 22.08.07   | 5,5 27.09.20  | −1,6 28.10.12 | −4,3 28.11.13 | −6,5 20.12.09 | −10 2012  |
| Record de chaleur (°C) date du record | 19,9 10.01.15 | 21,7 23.02.20 | 24 31.03.16   | 29 14.04.15   | 32,7 24.05.09 | 41,1 28.06.19 | 37,1 31.07.20 | 39,7 22.08.23 | 33,3 04.09.16 | 30 08.10.23   | 22,6 14.11.23 | 20,2 31.12.21 | 41,1 2019 |
| Précipitations (mm)                   | 53,5          | 44,9          | 51            | 66,6          | 64,1          | 45,6          | 31,6          | 45,6          | 58,6          | 86,7          | 104           | 48            | 700,2     |

| Diagramme climatique                                  |             |           |             |              |              |              |            |              |              |            |           |
| J                                                     | F           | M         | A           | M            | J            | J            | A          | S            | O            | N          | D         |
| 9,72,653,5                                            | 10,62,444,9 | 14,45,151 | 18,38,366,6 | 21,611,364,1 | 26,415,145,6 | 29,317,331,6 | 2917,145,6 | 24,413,858,6 | 19,410,486,7 | 13,96,6104 | 10,43,648 |
| Moyennes : • Temp. maxi et mini °C • Précipitation mm |             |           |             |              |              |              |            |              |              |            |           |

Les paramètres climatiques de la commune ont été estimés pour le milieu du siècle (2041-2070) selon différents scénarios d'émission de gaz à effet de serre à partir des nouvelles projections climatiques de référence DRIAS-2020. Ils sont consultables sur un site dédié publié par Météo-France en novembre 2022.

### Voies de communications et transports

#### Transports en commun
- Transport en Provence-Alpes-Côte d'Azur

Service de bus, trois lignes, de 8 h 30 à 22 h 50.

### Quartiers
La commune n'est pas soumise à la loi SRU (qui oblige les communes à avoir un certain pourcentage de logements en HLM), mais elle en annonce entre 15 et 20 %.

## Toponymie
Le nom de la localité est attesté sous les formes Vasio Vocontiorum par le géographe romain Pomponius Mela au Ier siècle, vers 43 après Jésus-Christ (les Voconces sont un peuple gaulois, dont Vasio est la capitale), pago Vasionense en 815, Vaiso en 1081, Vaison dès 1169.
Ce toponyme a évolué en Vaison en provençal selon la norme classique ou Veisoun selon la norme mistralienne. Il trouve son origine dans le pré-celtique *vas (source) auquel a été adjoint le suffixe -io. À l'origine de la ville, une source sacrée, dédiée à la divinité Vasio, dont le nom évoque un endroit humide, une source.
Vaison devient Vaison-la-Romaine en 1924 en raison des nombreux vestiges romains qui s'y trouvent.

## Histoire

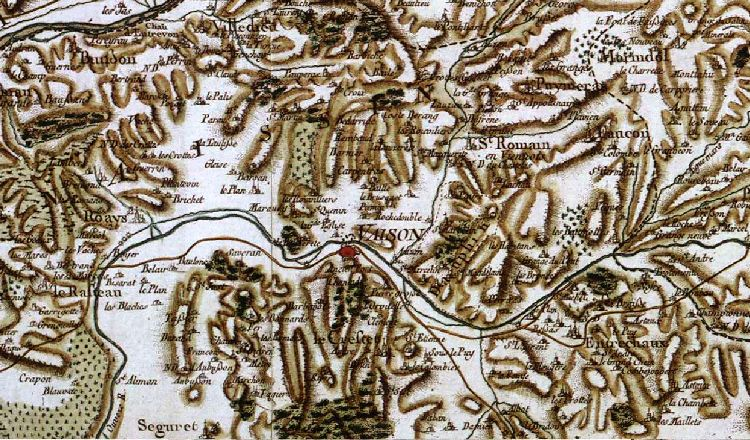
Carte de « Vaison » selon Cassini.

### Antiquité
Au début de l'Âge du fer, la région est habitée par les Ligures. Des vestiges d’habitat et de remparts laissés par la communauté agraire du premier Âge du fer (VIIIe au Ve siècle av. J.-C.) ont été découverts sur la rive gauche de l’Ouvèze, au bas de l’éperon rocheux. C’est sur cette hauteur, marquant le paysage (actuellement occupée par la Haute-Ville), que se sont abritées les populations ligures, puis celto-ligures à partir de l’invasion des Voconces au IVe siècle av. J.-C.. À la fin du IVe siècle av. J.-C., « Vasio Vocontiorum » (Vaison des Voconces) devient la capitale d’une tribu du peuple celtique des Voconces. Ce peuple occupait un territoire limité par la Durance au sud, l’Isère au nord, le couloir rhodanien à l’ouest, la Durance et les Préalpes à l’est.
Après la conquête romaine (125-118 av. J.-C.), la cité des Voconces compte deux capitales, Luc-en-Diois et Vaison. Les Romains en font l’une des villes les plus riches de la Gaule narbonnaise. Elle fut la patrie de l'historien Trogue Pompée. Le plus grand historien de langue latine Cornélius Tacitus, Tacite, est probablement originaire de Vaison-la Romaine.

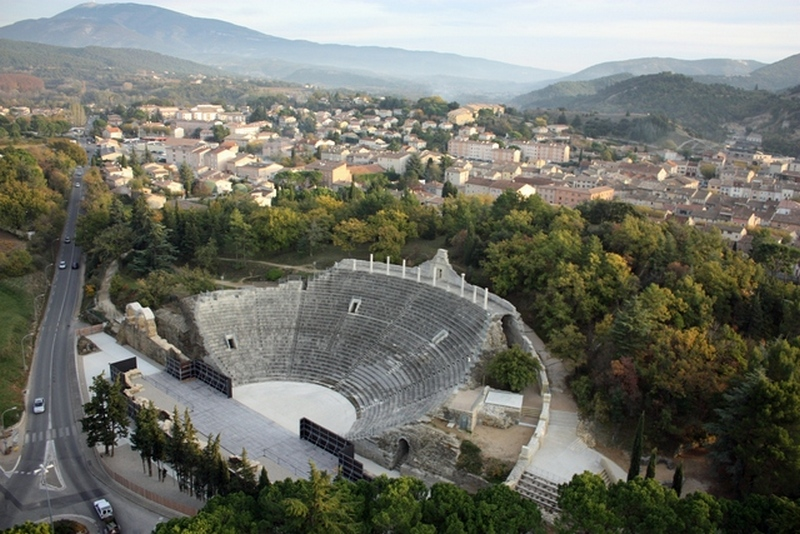
Vaison-la-Romaine, le théâtre antique.

Vasio devient « cité fédérée » (et non une colonie romaine). Les Voconces descendent sur la rive droite où se structure progressivement une ville. L’urbanisme commence à partir de noyaux agricoles qui se métamorphosent en habitations de ville, lors de la création des voies de circulation et l’édification des grands monuments publics dans la seconde moitié du Ier siècle : théâtre, pont, aqueduc, thermes… La paix romaine est propice à l’extension de la cité, qui connaît sa splendeur au IIe siècle. Elle couvre alors 70 à 75 hectares. Elle est l’une des villes les plus riches de la Narbonnaise. Après la chute de l'Empire romain, Vaison devint un centre religieux relativement important (un évêché y existe dès le IVe siècle) où se réunirent deux conciles, en 442 et 529. Les invasions barbares du Ve siècle affaiblissent néanmoins la cité.
L’Ouvèze, autrefois navigable, sépare la Haute-Ville de la cité actuelle qui recouvre la ville gallo-romaine, dont 15 hectares sont dégagés. Quant au « château de la Villasse » et son allée de platanes bicentenaires, il domine les vestiges gallo-romains dits de La Villasse. Plus à l’est, la colline de Puymin est signalée par un vaste espace boisé. Les autres vestiges gallo-romains (Thermes du Nord, villa du Paon) échappent au regard. Le reste de la cité antique demeure sous le Vaison actuel. Enfin, on remarque deux édifices romans à l’ouest de La Villasse : la chapelle Saint-Quenin, et plus au sud, la cathédrale Notre-Dame de Nazareth et son cloître. Ce panorama urbain, où s’imbriquent vestiges antiques, bâtiments romans et constructions récentes, suggère superpositions et déplacements des occupations au cours des âges.

### Moyen Âge
Aux temps troublés du Moyen Âge, les habitants émigrent sur le rocher escarpé de la rive gauche de la rivière l’Ouvèze, à l’abri des remparts et du château fort. En 924, le roi Raoul de Bourgogne confirme les possessions de l'Abbaye Saint-Martin d'Autun à Fréjus, à Vaison-la-Romaine et en pays Viennois.
Jusqu’au XIIe siècle, la ville se développe en plaine autour de la cathédrale et du palais épiscopal où elle subit plusieurs invasions dues aux conflits, entre les comtes de Toulouse et les évêques successifs. Au XIIIe siècle, la population chercha refuge sur le rocher, au pied du château construit par les comtes de Toulouse, mais devenu propriété papale. C’est dans ce contexte que prospéra en territoire pontifical la ville médiévale qui subsiste aujourd’hui.
En 1361, une compagnie espagnole s'empare par surprise de Vaison avant d'en être chassée par la population des alentours.

### Époque moderne
Dans la cathédrale de la ville haute, en 1645, fut fondée une « dévote confrérie sous le titre de Monseigneur Vincent ». Pour en faire partie, il était exigé d'être « bon catholique et croyant ». La confrérie avait à sa tête un prieur, choisi parmi les membres du clergé, et un Bayle qui ne pouvait refuser sa charge et se devait, pendant l'année de sa charge, de faire respecter et observer les statuts et en particulier de « prier Dieu pour l'augmentation de la foi catholique ». On sait aussi que la fonction de Prieur fut assumée, en 1686, par le capistol, doyen du chapitre de la cathédrale, en 1696, par l'archidiacre et, en 1709, par le sacristain. Comme les confrères n'avaient pas de chapelle spécialement dédiée à leur saint patron, ils avaient élu domicile dans celle de l'Ange gardien. Leur objectif, comme il est inscrit en exergue sur une page de garde de leur livre de compte, se résumait en cette maxime « Si nous voulons être de véritables confrères de saint Vincent, il faut que nous imitions sa vie ».
Tableau des adhérents à la dévôte confrérie
| Année             | 1645 | 1691 | 1710 | 1751 | 1789 | 1791 |
| ----------------- | ---- | ---- | ---- | ---- | ---- | ---- |
| Nombre de membres | 180  | 87   | 82   | 101  | 75   | 41   |

Au XVIIIe siècle, la plus grande partie de la population redescendit dans la plaine.
Le 12 août 1793 fut créé le département de Vaucluse, constitué des districts d'Avignon et de Carpentras, mais aussi de ceux d'Apt et d'Orange, qui appartenaient aux Bouches-du-Rhône, ainsi que du canton de Sault, qui appartenait aux Basses-Alpes.

### Période contemporaine

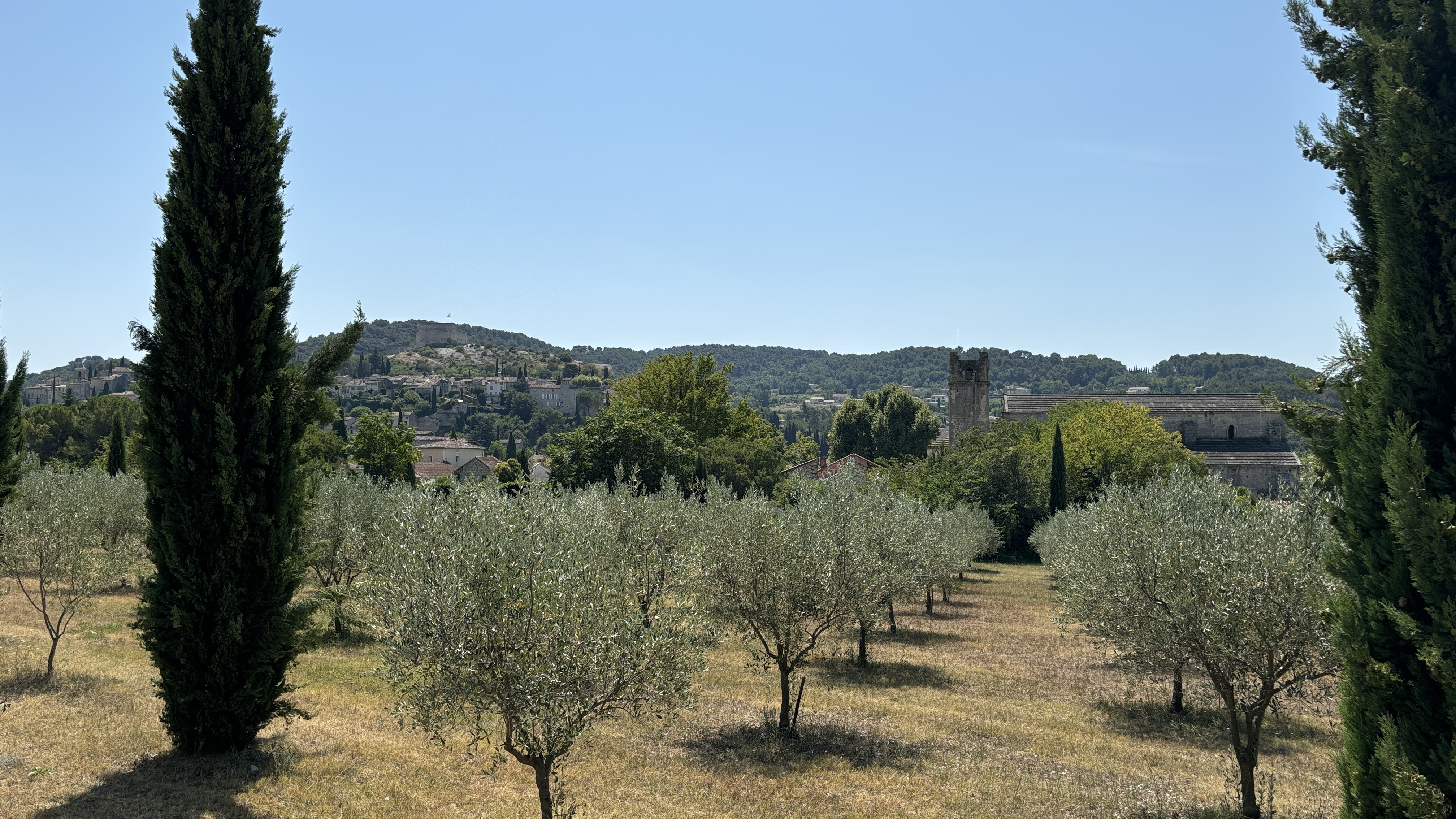
Vaison-la-Romaine à l'été 2024.

Le XXe siècle voit une véritable renaissance vaisonnaise s'opérer, et la petite cité reconquérir patiemment son statut de ville, avec une économie basée à la fois sur la viticulture et le tourisme. Cet essor est notamment dû à la création de la ligne de chemin de fer d'Orange à Buis-les-Baronnies qui desservira la ville de 1907 à 1952. Cela se traduit également lors de l'entre-deux-guerres : il n'est qu'à regarder les multiples traces laissées dans l'urbanisme vaisonnais par l'architecture des années 1930, au sein même de la ville moderne, avec ses ferronneries caractéristiques, ses balcons modern'style et les couleurs vertes ou roses de quelques immeubles.
Le 9 juin 1944, une première libération de Vaison-la-Romaine a lieu : le maquis Vasio, renforcé des FFI du maquis Ventoux, investit la ville. La réaction allemande est très rapide : 2 500 hommes de la Wehrmacht attaquent la ville dès le lendemain. Les combats font 60 morts dans les rangs allemands, 17 chez les résistants.

### La crue meurtrière de l’Ouvèzeen 1992

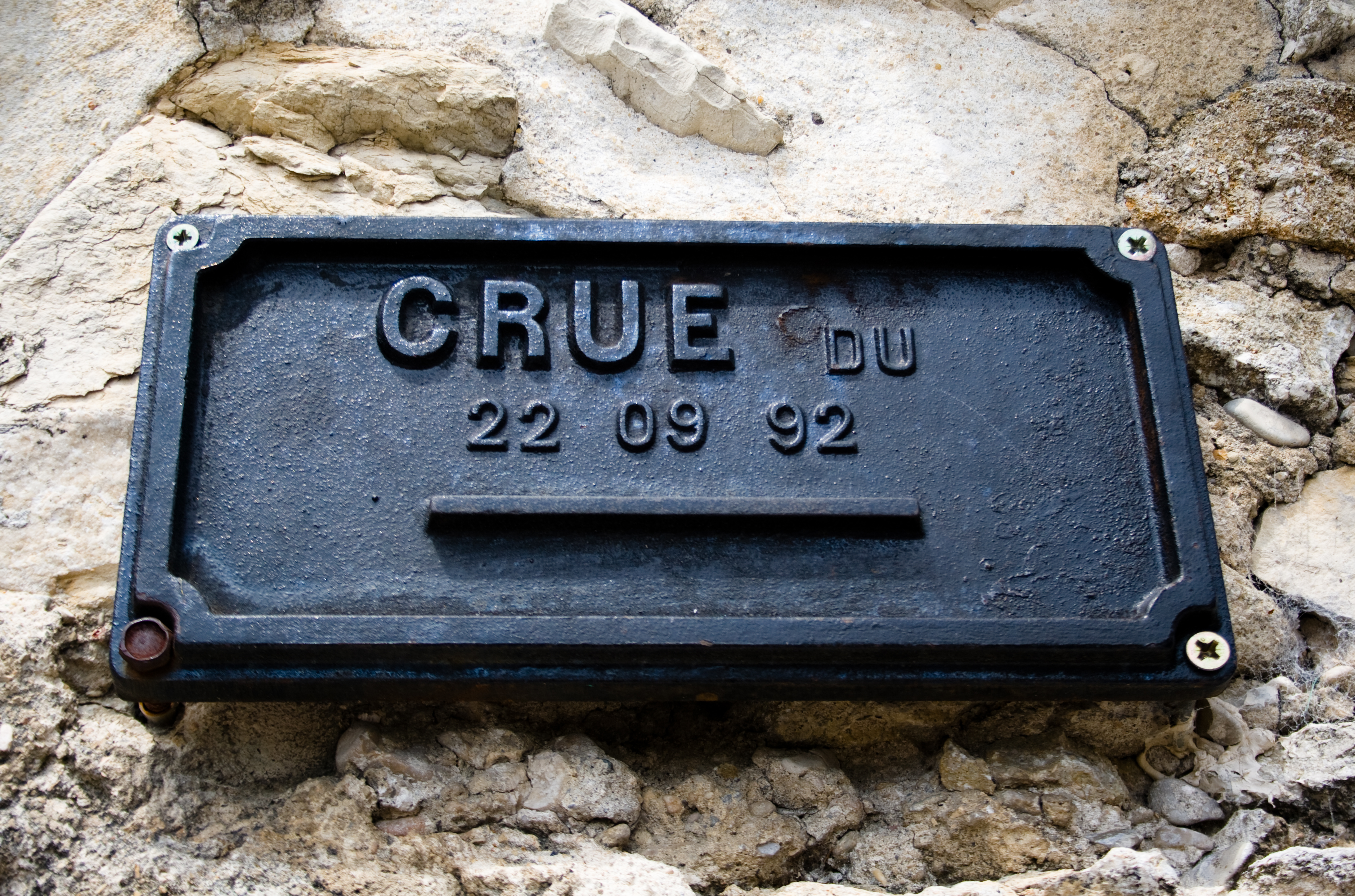
Plaque commémorative de la crue de l'Ouvèze le 22 septembre 1992.

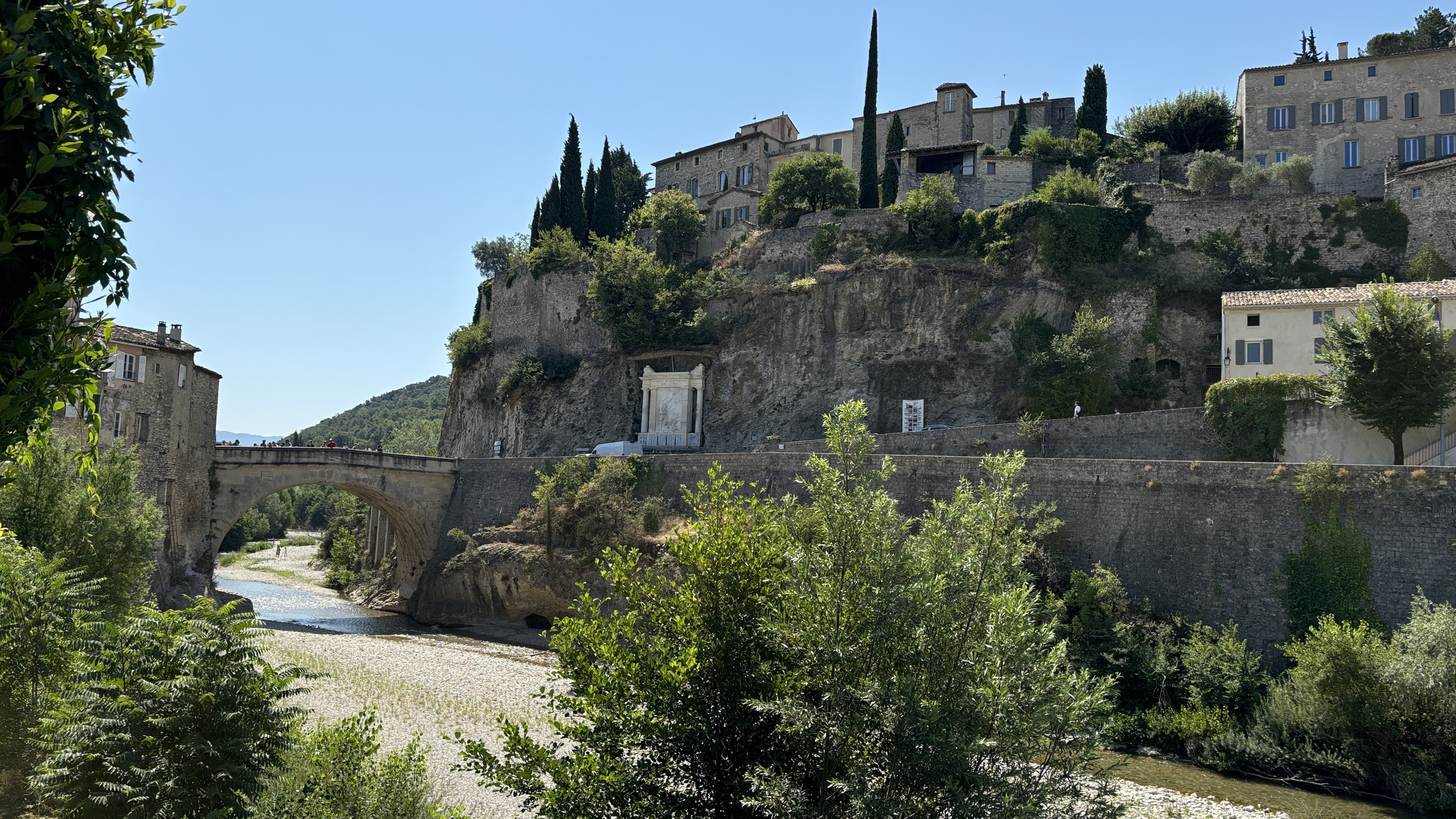
L'Ouvèze en étiage pendant l'été 2024.

La crue du 22 septembre 1992 s'est déroulée durant les orages d'automne qui peuvent se produire sur les cours d'eau méditerranéens de moyenne montagne. Cet événement météorologique important, désigné sous le terme d'épisode méditerranéen, semble avoir été amplifié par les modes d'occupation du sol et de gestion des lits des cours d'eau. L'histoire et l'analyse géomorphologique indiquent, en effet, que l'Ouvèze a déjà connu des crues aussi importantes que celle du 22 septembre 1992. Elle se caractérise par sa courte durée et son intensité. En effet, en quatre heures, il est tombé selon les endroits, entre 300 mm à Entrechaux près de Vaison-la-Romaine, 143 mm à Buis-les-Baronnies, dans la Drôme, 179 mm à Vaison et 215 mm à Malaucène. De plus, il s'est écoulé à peine cinq heures entre l'inondation et l'amorce de la décrue.
Toute la nuit et durant plusieurs jours, les secouristes vont s'affairer à retrouver les victimes. Mais cette montée des eaux restera marquée à jamais par les pertes humaines : 37 décès dont 3 à Séguret ; 4 disparus (dont un corps retrouvé en novembre 1993). Les pertes matérielles se chiffrent quant à elles à 500 millions de francs (soit un peu plus de 113 millions d'euros en 2020).

## Politique et administration

### Liste des maires
| Période      | Période              | Identité               | Étiquette   | Qualité |
| ------------ | -------------------- | ---------------------- | ----------- | --- |
| 1944         | 1947                 | Lucien Grangeon        | PCF         | Agent d'assurance Sénateur de Vaucluse (1946 → 1948) Conseiller général du canton de Vaison-la-Romaine (1945 → 1951)                                                                           |
| octobre 1947 | mars 1971            | Théo Desplans          | DVG puis RI | Conseiller général du canton de Vaison-la-Romaine (1951 → 1970) |
| mars 1971    | mars 1983            | Yves Meffre            | PS          | Quincailler Conseiller général du canton de Vaison-la-Romaine (1970 → 1994) |
| mars 1983    | mars 1989            | André Thès             |             | Inspecteur de l'Éducation nationale |
| mars 1989    | 1992                 | Yves Meffre            | PS          | Quincailler Conseiller général du canton de Vaison-la-Romaine (1970 → 1994) |
| 1992         | mars 2001            | Claude Haut            | PS          | Directeur territorial Sénateur de Vaucluse (1995 →) Conseiller général du canton de Vaison-la-Romaine (1994 → 2015) Président du Conseil Général (2001-2015) Président du Sipavo (1989 → 2001) |
| mars 2001    | octobre 2003 (décès) | Patrick Fabre          | PS          | Président de la CC du Pays Voconces - Copavo (2001 → 2003) |
| octobre 2003 | mars 2014            | Pierre Meffre          | PS          | Ingénieur de travaux publics Conseiller régional de Provence-Alpes-Côte d'Azur (2004 → 2015) Président de la CC Vaison Ventoux (2004 → 2015)                                                   |
| mars 2014    | En cours             | Jean-François Périlhou | DVD-LR      | Cadre du secteur privé Conseiller régional de Provence-Alpes-Côte d'Azur (2021 →) Président de la CC Vaison Ventoux (2021 →)                                                                   |

### Tendances politiques et résultats
Élections présidentielles, résultats des deuxièmes tours :
- élection présidentielle de 2007 : 57,41 % pour Nicolas Sarkozy, 42,59 % pour Ségolène Royal, 87,85 % de participation.
- élection présidentielle de 2002 : 76,28 % pour Jacques Chirac, 23,72 % pour Jean-Marie Le Pen, 83,69 % de participation.

Élections législatives, résultats des deuxièmes tours :
- élections législatives de 2007 : 52,30 % pour Thierry Mariani (UMP), 47,70 % pour Pierre Meffre (PS), 69,79 % de participation.
- élections législatives de 2002 : 68,88 % pour Thierry Mariani (UMP), 31,12 % pour Jacques Bompard (FN), 63,93 % de participation.

Élections européennes, résultats des deux meilleurs scores :
- élections européennes de 2014 : 26,54 % pour Jean-Marie Le Pen (FN), 25,32 % pour Renaud Muselier (UMP), 49,54 % de participation.
- élections européennes de 2004 : 32,13 % pour Michel Rocard (PS), 17,83 % pour Mme Françoise Grossetête (UMP), 50,14 % de participation.

Élections régionales, résultats des deux meilleurs scores :
- élections régionales de 2004 : 47,62 % pour Michel Vauzelle (PS), 31,70 % pour Renaud Muselier (UMP), 74,12 % de participation.

Élections cantonales, résultats des deuxièmes tours :
- élections cantonales de 2008 (canton pourvu au premier tour) : 63,68 % pour Claude Haut (PS), 28,94 % pour Roger Rossin (UMP), 78,62 % de participation.

Élections référendaires :
- référendum de 2005 relatif au traité établissant une Constitution pour l'Europe : 55,38 % pour le Non, 44,62 % pour le Oui, 73,69 % de participation.

### Fiscalité locale
| Taxe                                                | Part communale | Part intercommunale | Part départementale | Part régionale |
| --------------------------------------------------- | -------------- | ------------------- | ------------------- | -------------- |
| Taxe d'habitation (TH)                              | 17,94 %        | 0,00 %              | 7,55 %              | 0,00 %         |
| Taxe foncière sur les propriétés bâties (TFPB)      | 27,35 %        | 0,00 %              | 10,20 %             | 2,36 %         |
| Taxe foncière sur les propriétés non bâties (TFPNB) | 43,16 %        | 0,00 %              | 28,96 %             | 8,85 %         |
| Taxe professionnelle (TP)                           | 00,00 %        | 21,30 %             | 13,00 %             | 3,84 %         |

La part régionale de la taxe d'habitation n'est pas applicable.

### Budget et fiscalité 2016
En 2016, le budget de la commune était constitué ainsi :
- total des produits de fonctionnement : 9 828 000 €, soit 1 574 € par habitant ;
- total des charges de fonctionnement : 8 570 000 €, soit 1 372 € par habitant ;
- total des ressources d'investissement : 2 994 000 €, soit 479 € par habitant ;
- total des emplois d'investissement : 2 287 000 €, soit 366 € par habitant ;
- endettement : 7 694 000 €, soit 1 232 € par habitant.

Avec les taux de fiscalité suivants :
- taxe d'habitation : 17,59 % ;
- taxe foncière sur les propriétés bâties : 26,82 % ;
- taxe foncière sur les propriétés non bâties : 65,85 % ;
- taxe additionnelle à la taxe foncière sur les propriétés non bâties : 0,00 % ;
- cotisation foncière des entreprises : 0,00 %.

Chiffres clés Revenus et pauvreté des ménages en 2014 : médiane en 2014 du revenu disponible, par unité de consommation : 18 055 €.

### Intercommunalité
La commune fait partie de la communauté de communes Vaison Ventoux (COPAVO), qui fait elle-même partie du syndicat mixte d'aménagement de l'Aygues et du syndicat mixte d'aménagement du bassin de l'Ouvèze (SIABO).

### Écologie et recyclage
La collecte et traitement des déchets des ménages et déchets assimilés et la protection et mise en valeur de l'environnement se font dans le cadre de la communauté de communes Vaison Ventoux.
La commune est incluse dans la zone de protection Réseau Natura 2000 « l'Ouvèze et le Toulourenc », sous l'égide du ministère de l'Écologie, de la DREAL Provence-Alpes-Côte-d'Azur, et du MNHN (Service du Patrimoine Naturel).
La commune dispose d'une station d'épuration de 20000 Equivalent Habitants,.

### Jumelages
- Martigny (Suisse) depuis 1979[34],[35].

## Population et société

### Démographie
L'évolution du nombre d'habitants est connue à travers les recensements de la population effectués dans la commune depuis 1793. Pour les communes de moins de 10 000 habitants, une enquête de recensement portant sur toute la population est réalisée tous les cinq ans, les populations de référence des années intermédiaires étant quant à elles estimées par interpolation ou extrapolation. Pour la commune, le premier recensement exhaustif entrant dans le cadre du nouveau dispositif a été réalisé en 2004.

En 2022, la commune comptait 5 920 habitants, en évolution de −2,08 % par rapport à 2016 (Vaucluse : +1,73 %, France hors Mayotte : +2,11 %).
| 1793  | 1800  | 1806  | 1821  | 1831  | 1836  | 1841  | 1846  | 1851  |
| ----- | ----- | ----- | ----- | ----- | ----- | ----- | ----- | ----- |
| 1 680 | 1 901 | 1 975 | 2 145 | 2 562 | 2 602 | 2 879 | 2 968 | 3 059 |

| 1856  | 1861  | 1866  | 1872  | 1876  | 1881  | 1886  | 1891  | 1896  |
| ----- | ----- | ----- | ----- | ----- | ----- | ----- | ----- | ----- |
| 3 272 | 3 404 | 3 340 | 3 279 | 3 330 | 3 098 | 2 963 | 2 837 | 2 793 |

| 1901  | 1906  | 1911  | 1921  | 1926  | 1931  | 1936  | 1946  | 1954  |
| ----- | ----- | ----- | ----- | ----- | ----- | ----- | ----- | ----- |
| 2 814 | 3 049 | 3 062 | 3 042 | 3 049 | 3 090 | 3 155 | 3 316 | 3 421 |

| 1962  | 1968  | 1975  | 1982  | 1990  | 1999  | 2004  | 2006  | 2009  |
| ----- | ----- | ----- | ----- | ----- | ----- | ----- | ----- | ----- |
| 3 865 | 4 402 | 5 210 | 5 862 | 5 663 | 5 904 | 6 147 | 6 313 | 6 153 |

| 2014  | 2019  | 2022  | - | - | - | - | - | - |
| ----- | ----- | ----- | - | - | - | - | - | - |
| 6 055 | 5 908 | 5 920 | - | - | - | - | - | - |

### Enseignement
- Plusieurs écoles (Jules-Ferry, Émile-Zola…).
- Cité scolaire Joseph-d’Arbaud (collège et lycée).

### Sport
Pour la pratique du sport, les habitants de Vaison-la-Romaine peuvent disposer de plusieurs équipements :
- complexe sportif municipal : gymnase et stade comportant deux terrains (football / rugby), plateau sportif de 2 terrains de handball et 2 terrains de basket, piste d’athlétisme ;
- tennis : 5 courts, dont un de terre battue ;
- parcours santé ;
- deux centres équestres (privés) ;
- clubs de gymnastique (privés) ;
- danse (salle de danse de la Restanco) ;
- arts martiaux, cyclisme.

La ville dispose d'une piscine municipale de plein air.
Les 14, 15 et 16 juillet 2013, Vaison-la-Romaine est ville étape et de repos lors du 100e Tour de France, édition 2013. Ces trois jours de présence de la « Grande boucle » dans le nord Vaucluse donnent lieu à des festivités dans la ville.
Le 17 juin 2019, Vaison la Romaine est ville départ de la première édition du Mont Ventoux Dénivelé Challenges.

### Lieux de culte
Chrétien (églises et cimetière)
La cathédrale Sainte-Marie-de-l'Assomption de Vaison-la-Romaine et la cathédrale Notre-Dame-de-Nazareth de Vaison-la-Romaine sont présentes dans la ville.

### Santé
La commune de Vaison-la-Romaine est équipée d'un centre médico-social (rue Laënnec) pourvoyant entre autres des consultations PMI et un planning familial ; de cabinets de médecins généralistes, de cabinets dentaires, d'un cabinet de radiologie et d'échographie, de plusieurs pharmacies ; de deux maisons de retraite et d'un foyer logement ; et d'un centre hospitalier muni d'un service d'urgences et où quelques spécialistes assurent des consultations externes.

### Services publics

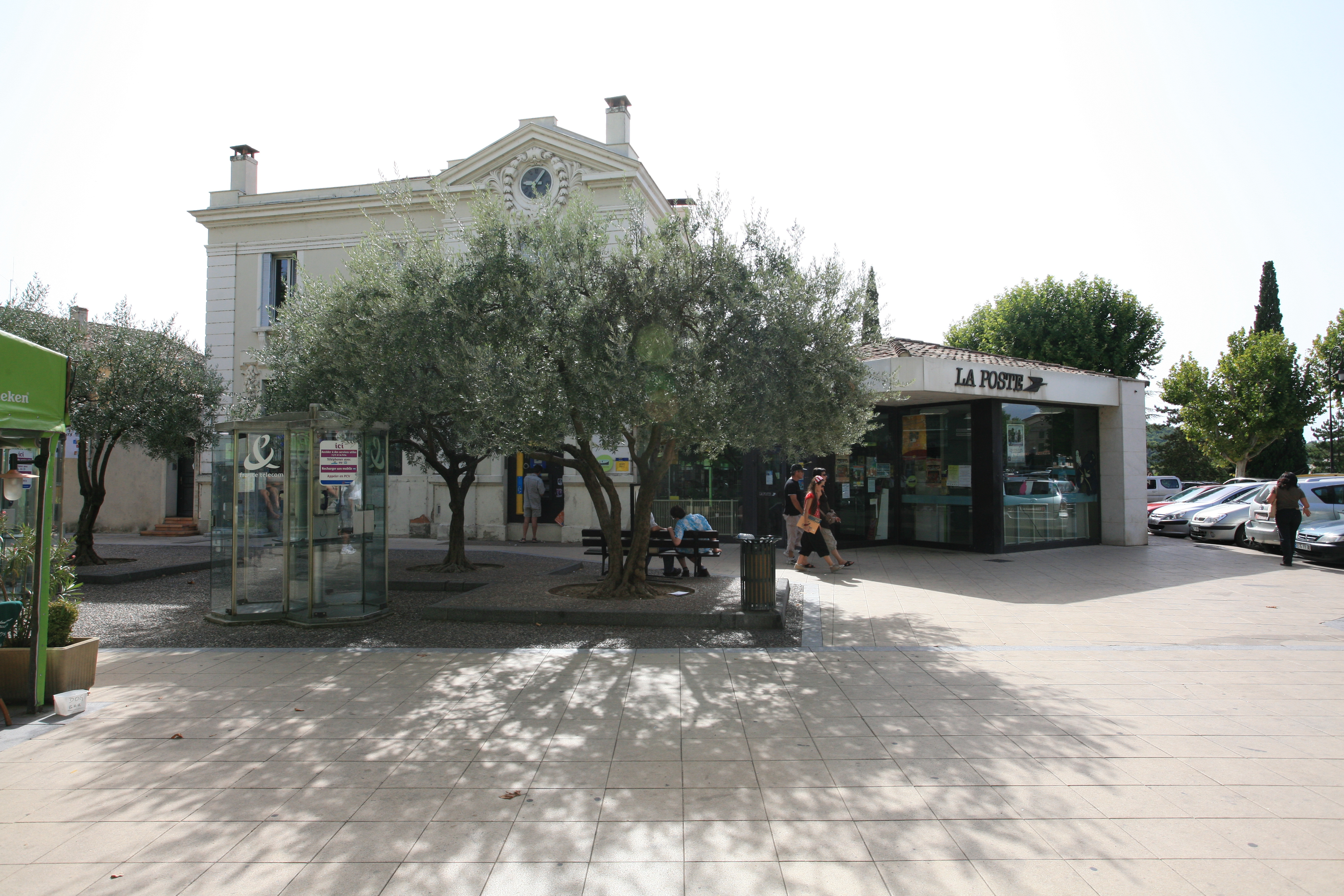
La Poste de Vaison.

Il y a La Poste, une gendarmerie, un centre de secours des sapeurs-pompiers couvrant également les communes environnantes.

## Économie
Le commerce représente une part importante de l'activité de Vaison. La densité et la qualité des magasins sont impressionnantes et dignes de villes beaucoup plus importantes.[non neutre]
Chaque mardi se tient un marché provençal, l'un des plus anciens de la région, avec plus de 450 commerçants, alimentaires et non alimentaire. Autorisé par une bulle papale de Sixte IV, en 1483, il fut confirmé par le pape Clément VII, en 1532
L'entreprise principale de la ville est la société CAAS (Crédit Agricole Assurances Solutions) qui emploie environ 300 salariés et qui gère les contrats d'assurance et l'informatique du groupe Crédit Agricole.

### Le tourisme

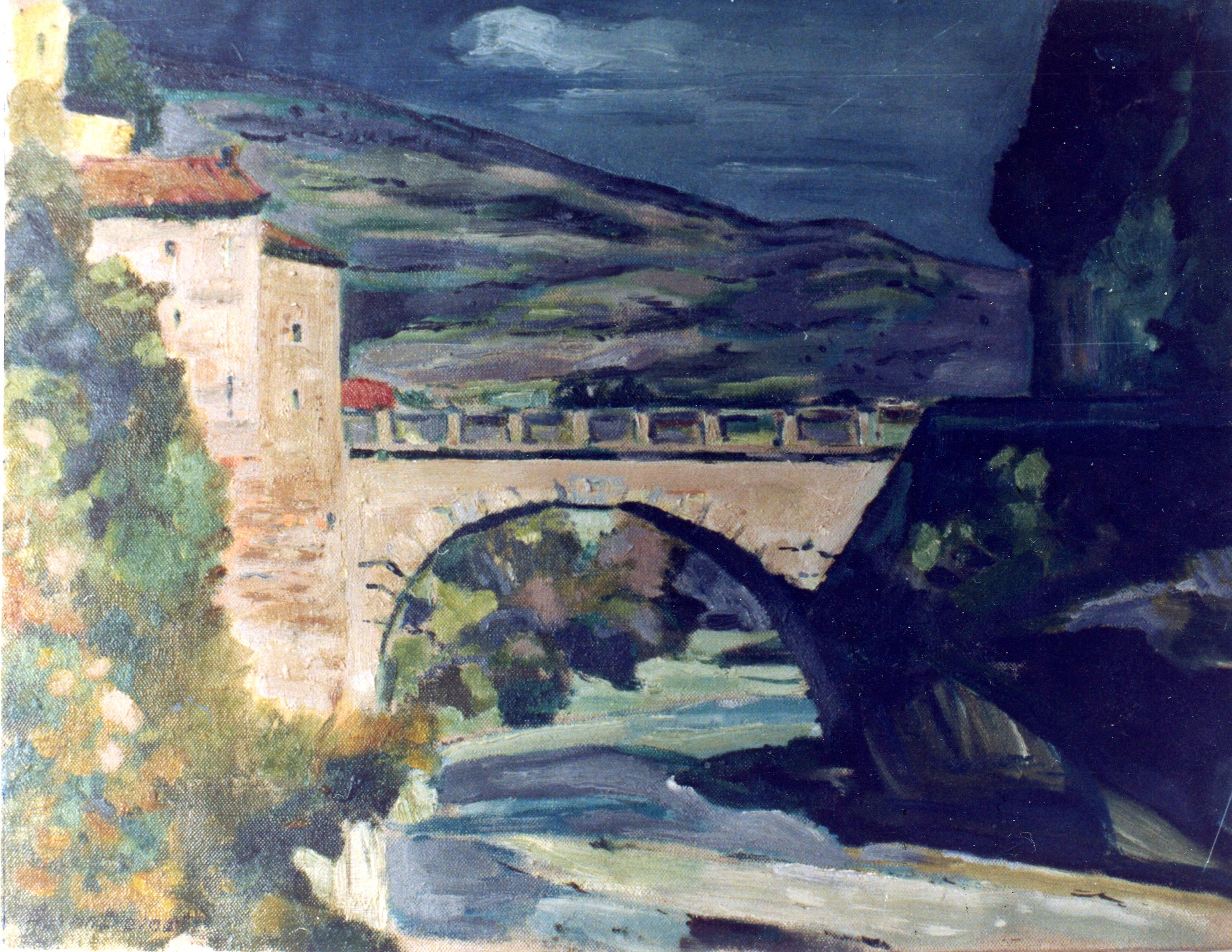
Vaison-la-Romaine, le pont (huile par Léon van Dievoet).

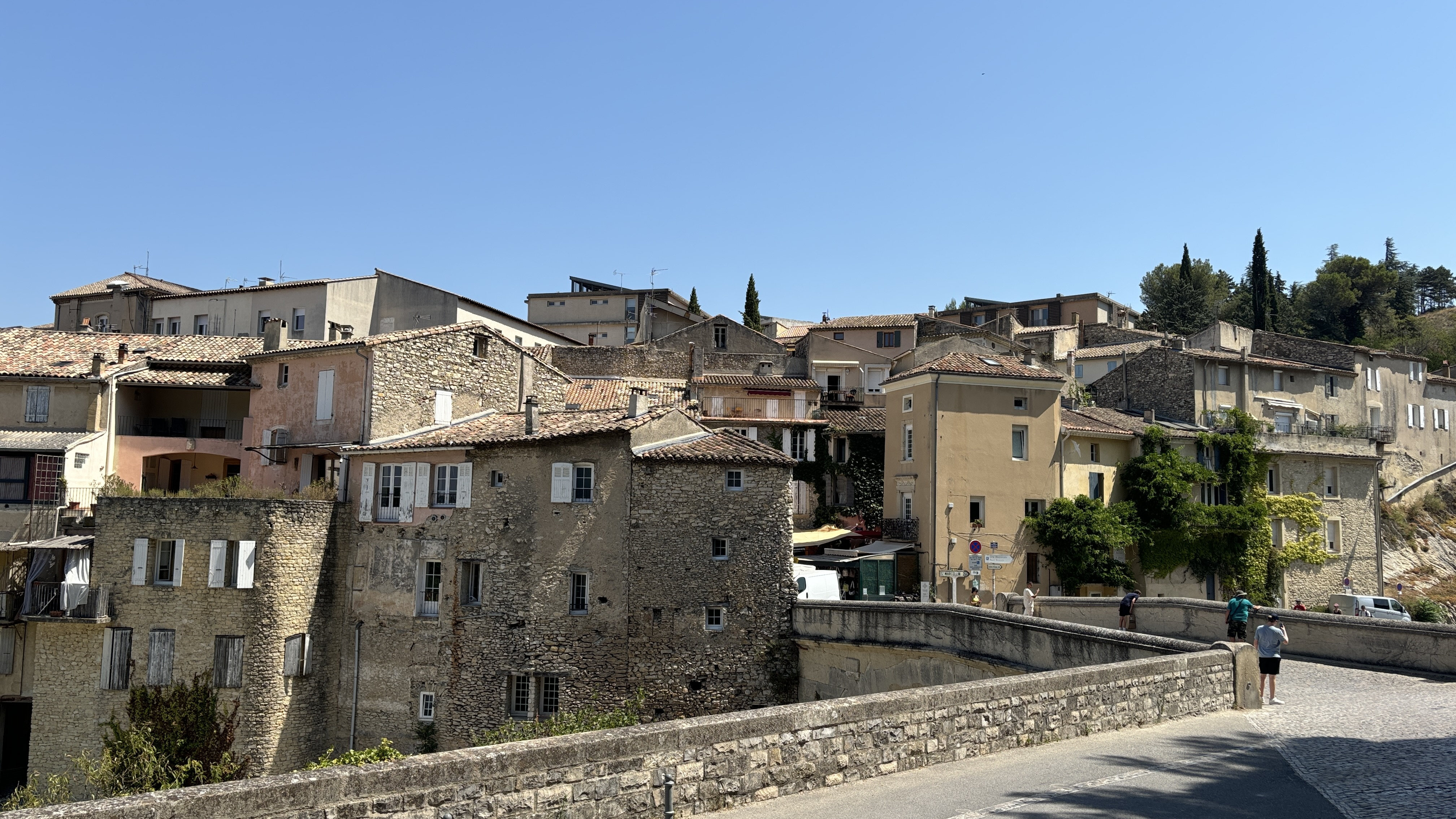
Vaison-la-Romaine pendant l'été 2024.

Vaison-la-Romaine est surtout connue pour le patrimoine archéologique dont elle tire son nom. Cependant, il ne faut pas réduire sa richesse historique à ce qui était enfoui, le pont romain, la ville médiévale sur la rive gauche de l'Ouvèze, la cathédrale Notre-Dame-de-Nazareth et son cloître attirent, eux aussi, beaucoup de visiteurs.
La ville possède un office du tourisme, ainsi que de multiples possibilités d'accueil (hôtels, campings, gîtes, chambres d'hôtes, village de vacances, aire de camping-cars…).
Vaison-la-Romaine est sur la route des Princes d'Orange. Cet itinéraire était emprunté par les princes d'Orange (dynastie qui régna sur Orange de 1115 à 1702) pour rejoindre leur baronnie d'Orpierre.

### L'agriculture

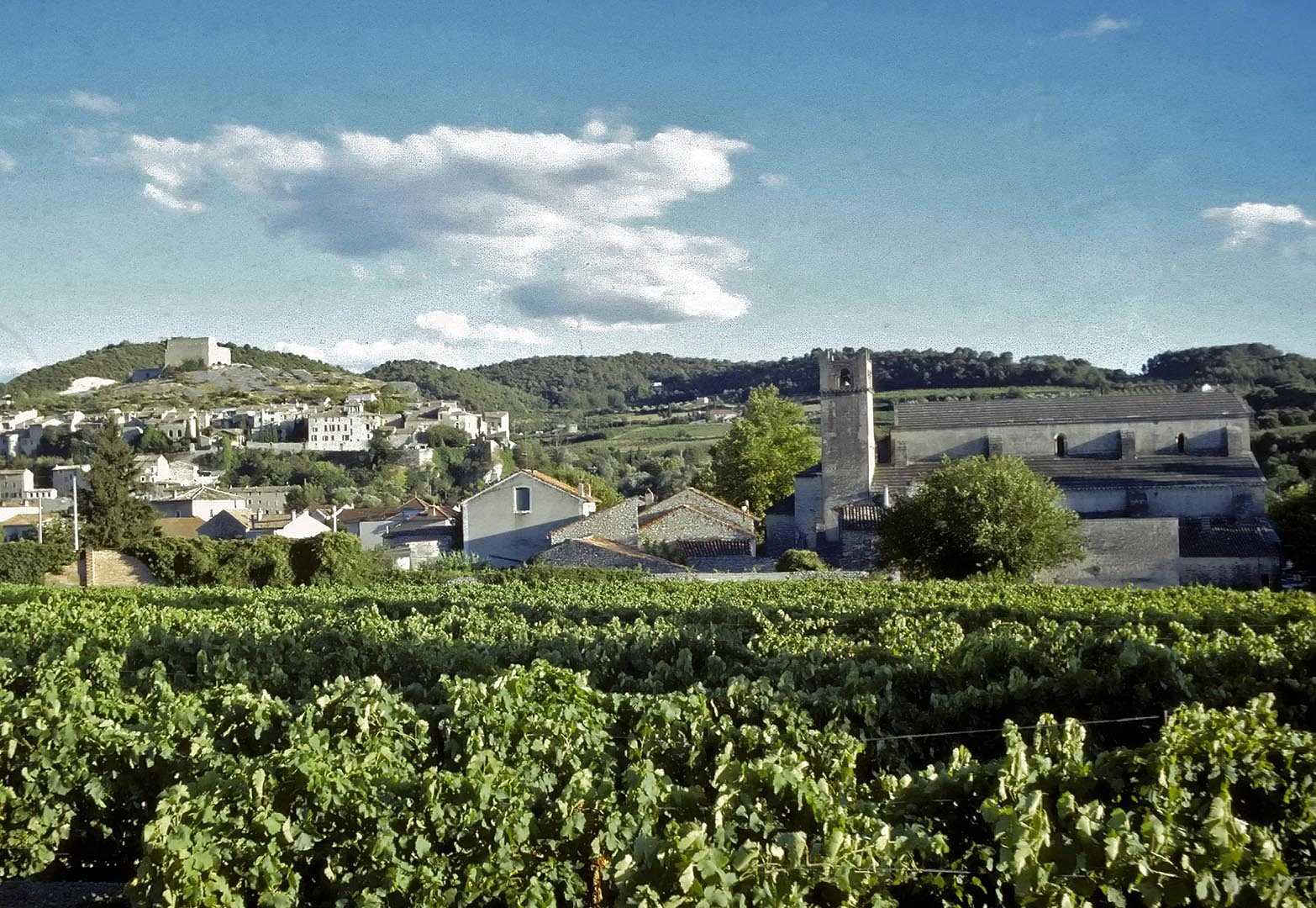
Vignoble de Vaison-la-Romaine au pied de la cathédrale.

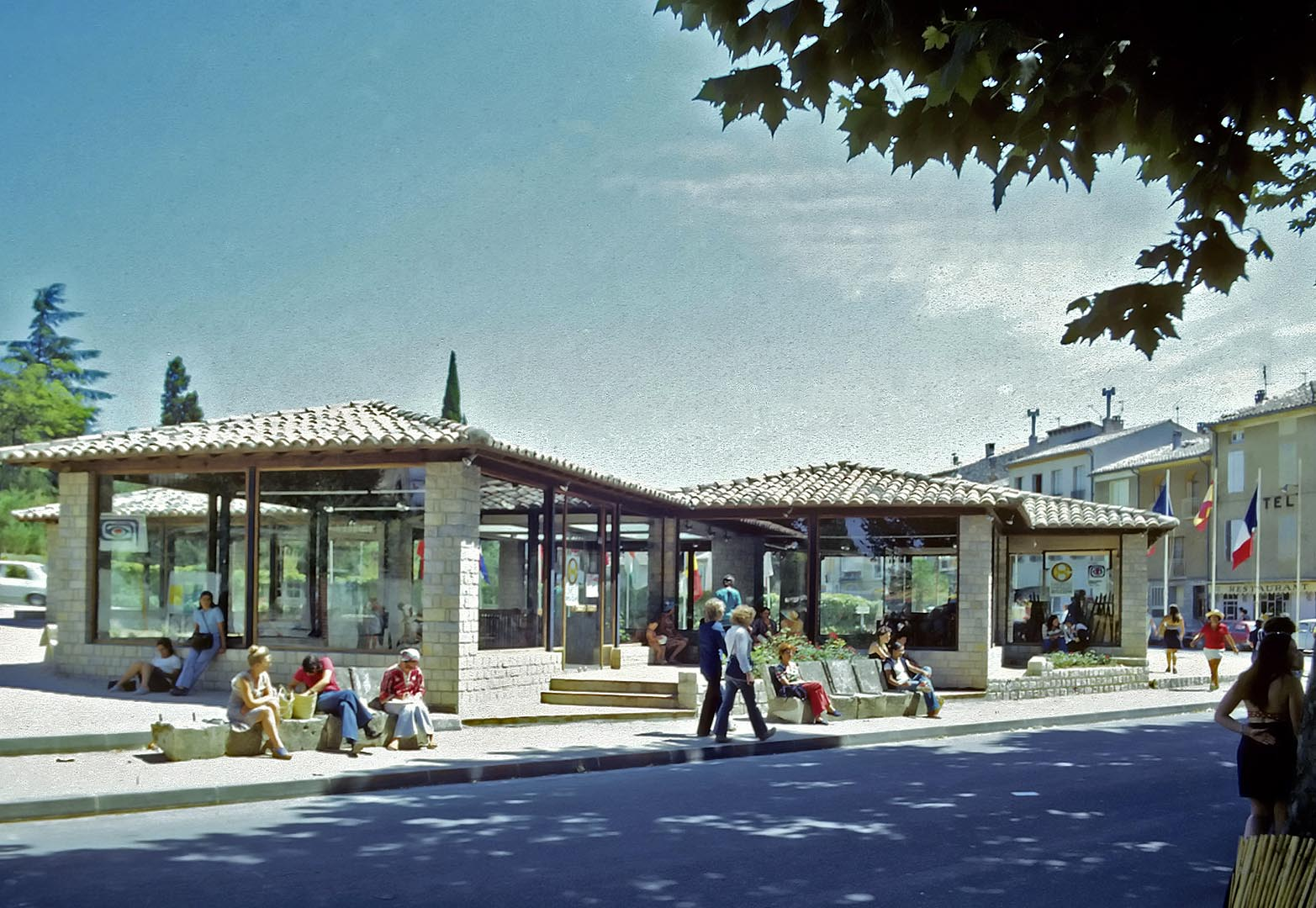
Office de Tourisme et Maison des Vins.

Sur la commune, la viticulture et l'arboriculture fruitière sont majoritaires.
Le vignoble produit des vins classés en côtes-du-rhône et ventoux (AOC).
Les autres vins qui ne sont pas en appellation d'origine contrôlée peuvent prétendre, après agrément le label vin de pays de la Principauté d'Orange.
Les vignerons de la commune sont représentés au sein de la Commanderie des Costes du Rhône, confrérie bachique, qui tient ses assises au château de Suze-la-Rousse, siège de l'Université du vin. Il existe une « Maison des vins » dans les locaux de l’office de tourisme pour promouvoir la production.

## Culture locale et patrimoine

### La culture
Service culturel, pôle culturel, école intercommunale de danse et de musique, bibliothèque, Point jeunes et service jeunesse, sports et loisirs, musée archéologique.
Lieux d'exposition et de spectacles :
- Cinéma : Le Florian (ancien cinéma : Le Lynx) ;
- Expositions : La Ferme des Arts, office de tourisme ;
- Spectacles : Théâtre Antique, Théâtre du Nymphée, théâtre des 2 mondes, Théâtre de la Haute ville, Centres de vacances, Centre À Cœur Joie, salle des fêtes.

#### La danse
La ville accueille notamment Vaison Danses, un festival de danse de renommée internationale.

#### Le chant choral
L'association internationale de chant choral À Cœur Joie organise dans cette ville tous les trois ans depuis 1953 les Choralies. Ce festival réunit cinq mille personnes venues de tous pays dans le théâtre antique romain pour chanter en polyphonie. Cette rencontre a valu à la ville de Vaison-la-Romaine l'attribution du label de Cité chorale européenne par la Communauté européenne en 1995. Depuis 1993 se tient à Vaison le festival des chœurs lauréats réunissant des ensembles s'étant distingués dans une des épreuves du Grand Prix européen du chant choral.

### Patrimoine environnemental
Un Centre d’étude et de développement des énergies renouvelables.

### Patrimoine architectural

#### Patrimoine civil
- La cité romaine partiellement découverte[47],[48], elle comprend la Maison dite de l’Apollon Lauré, le Portique de Pompée, la maison au Dauphin, la Maison du Buste en Argent[49], la rue des boutiques, le forum, les immeubles de rapport (insula), le théâtre romain[50] et des ensembles thermaux[51] : (site de la Villasse), thermes du Sud du IIe siècle sur la rive droite de l'Ouvèze, thermes du Nord, les mieux connus, construits au milieu du Ier siècle sur 2 000 m2.

Site archéologique de la Villasse
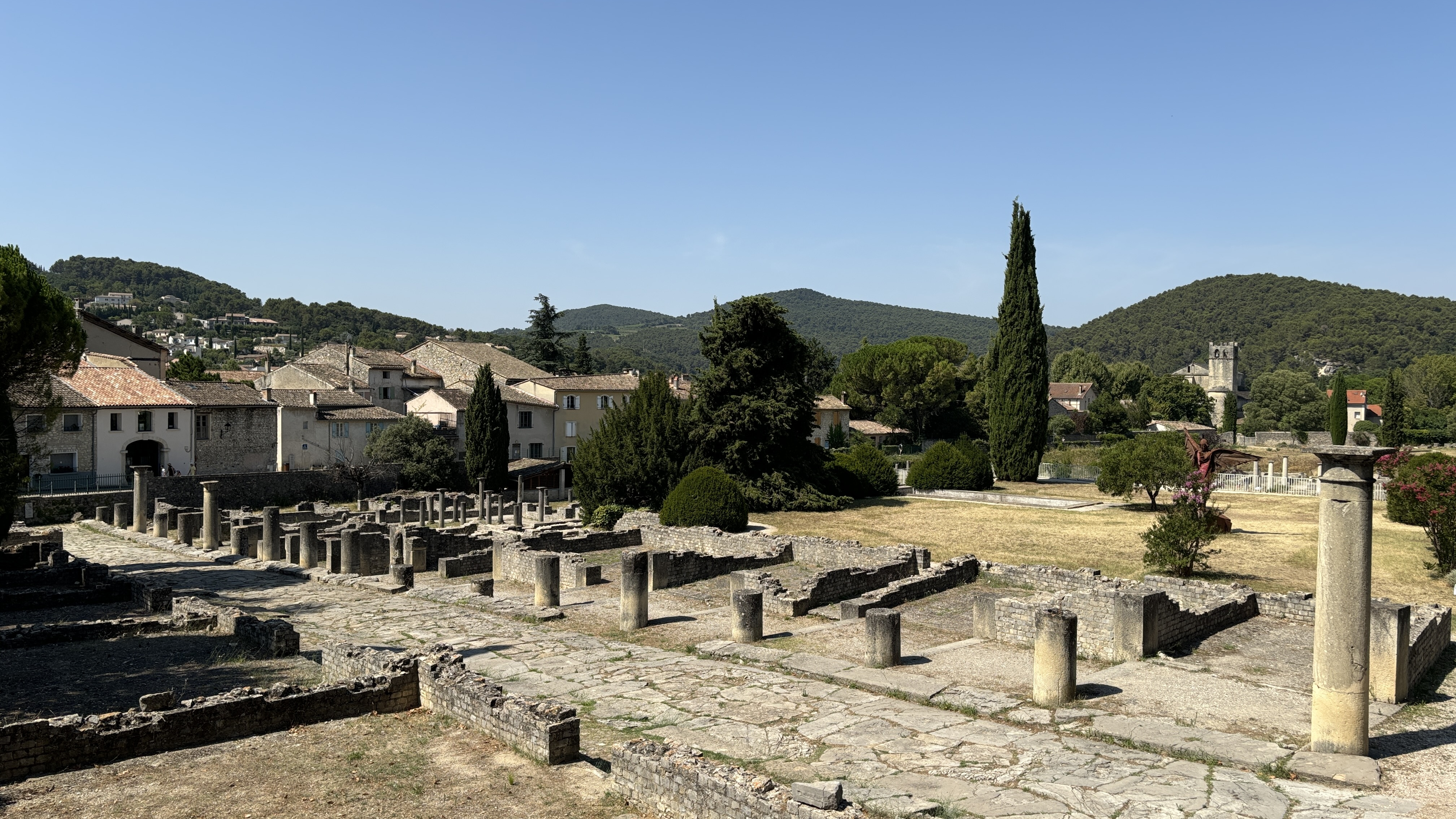
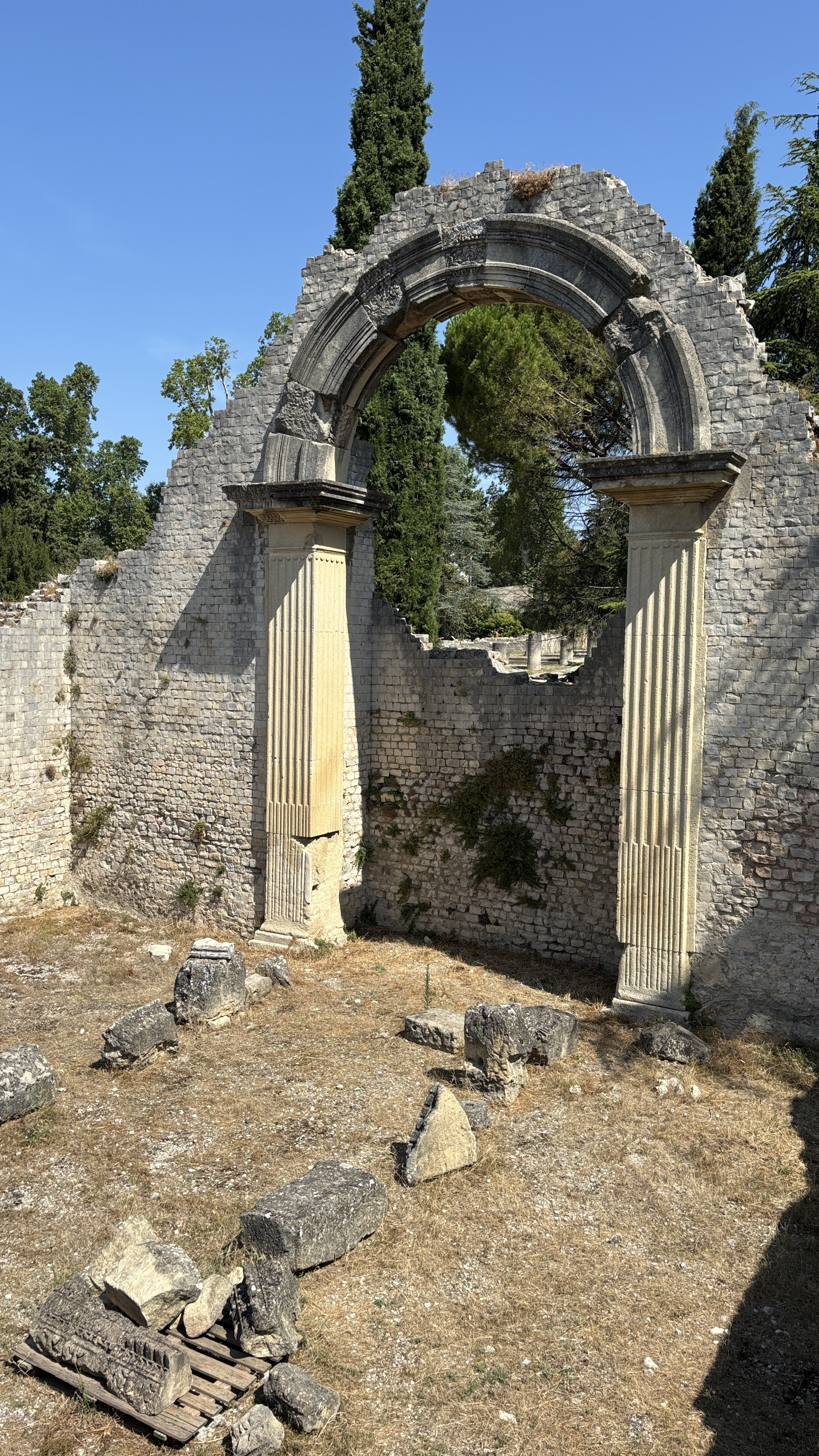
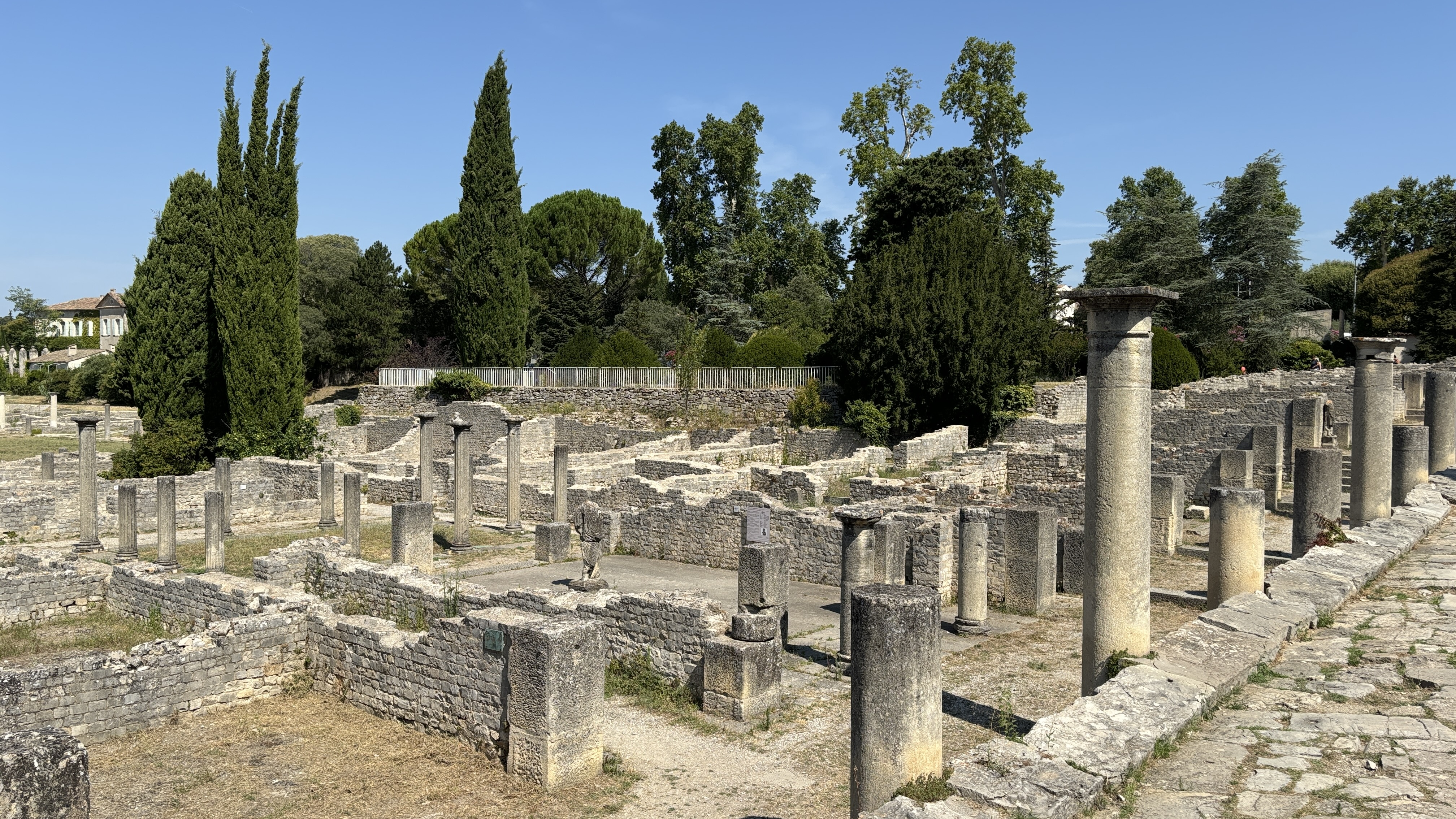
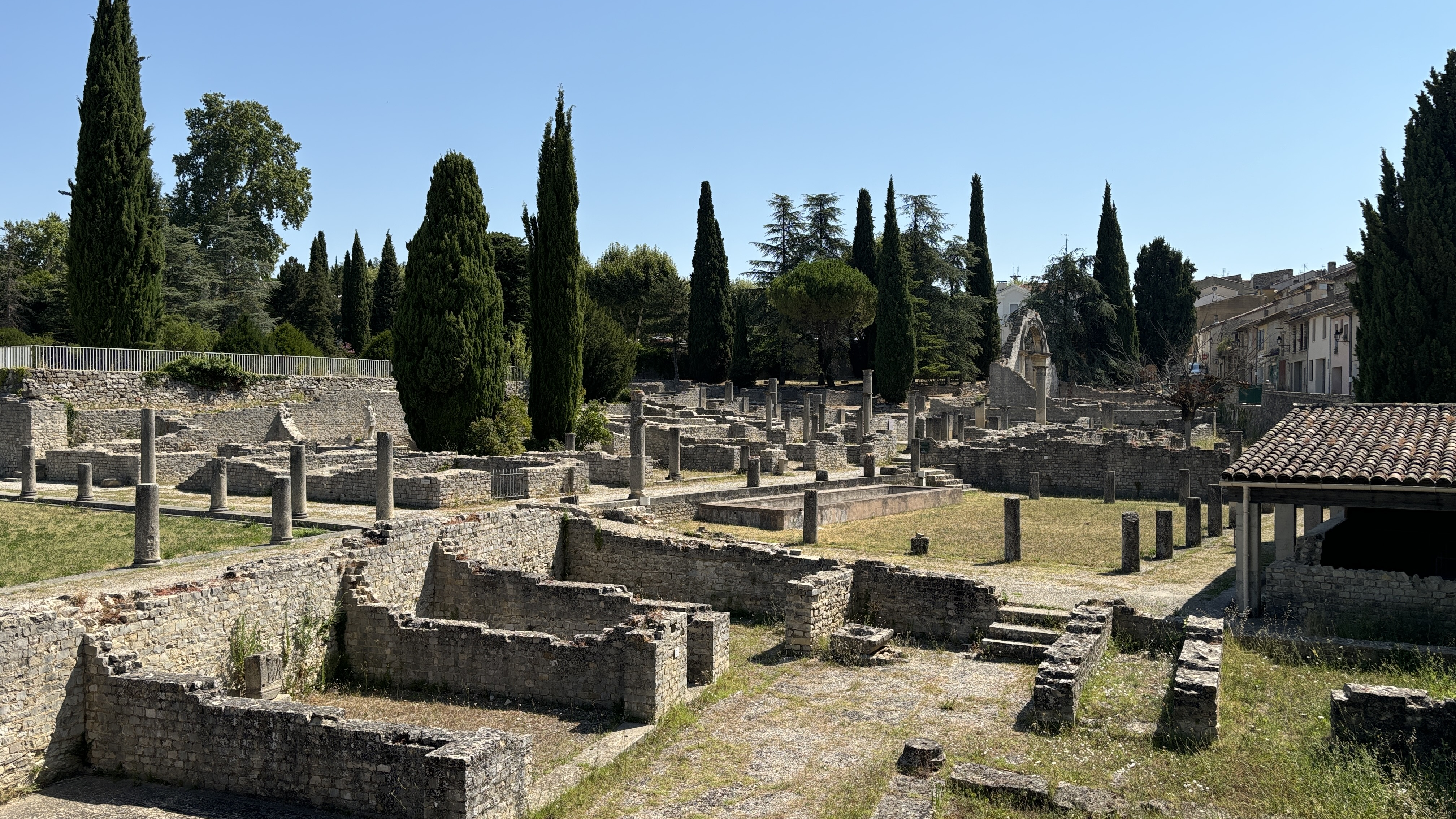

- Musée archéologique Theo-Desplans. Musée de site, il présente l'ensemble des objets trouvés lors des fouilles archéologiques[52].

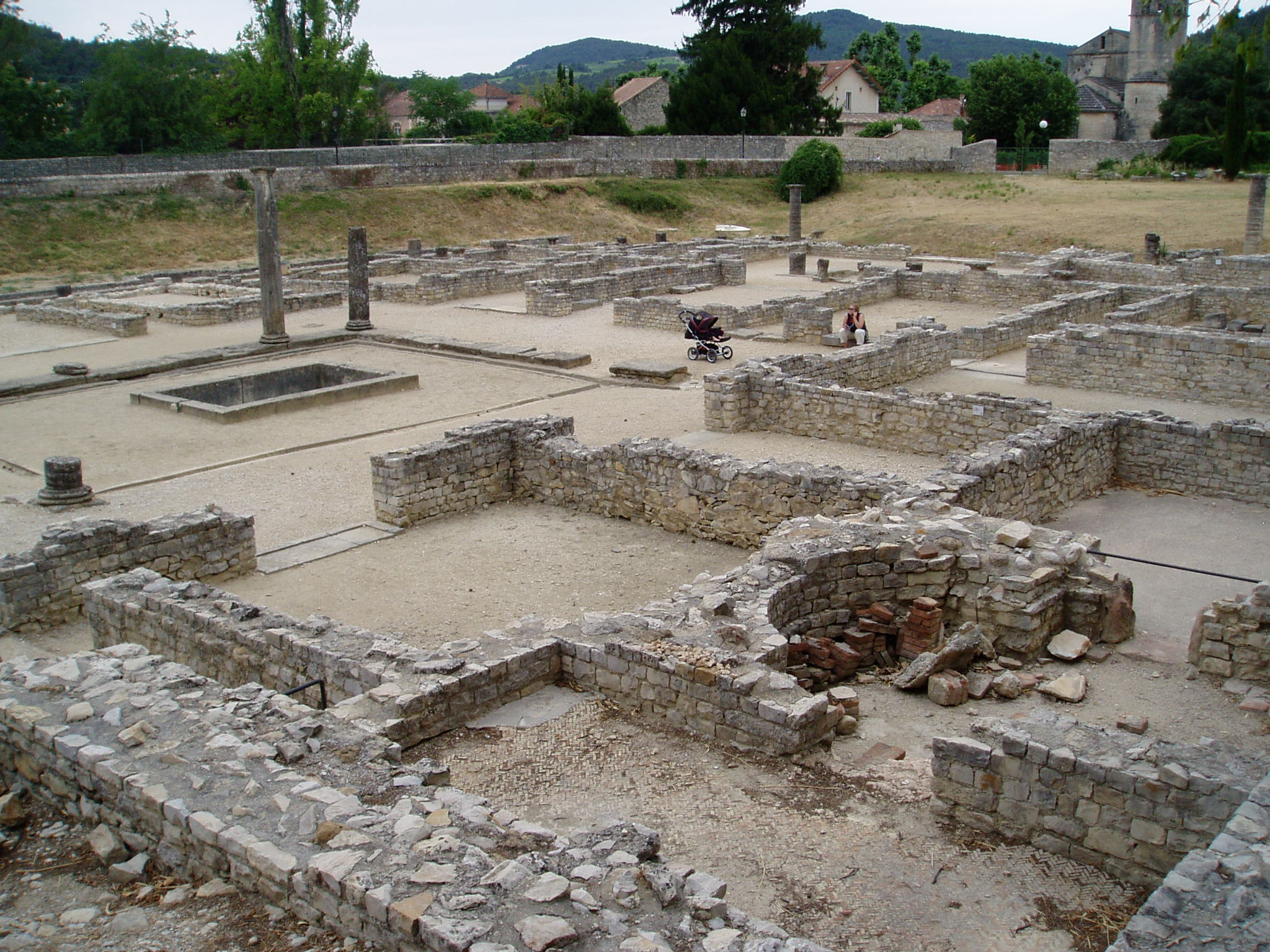
Domus.
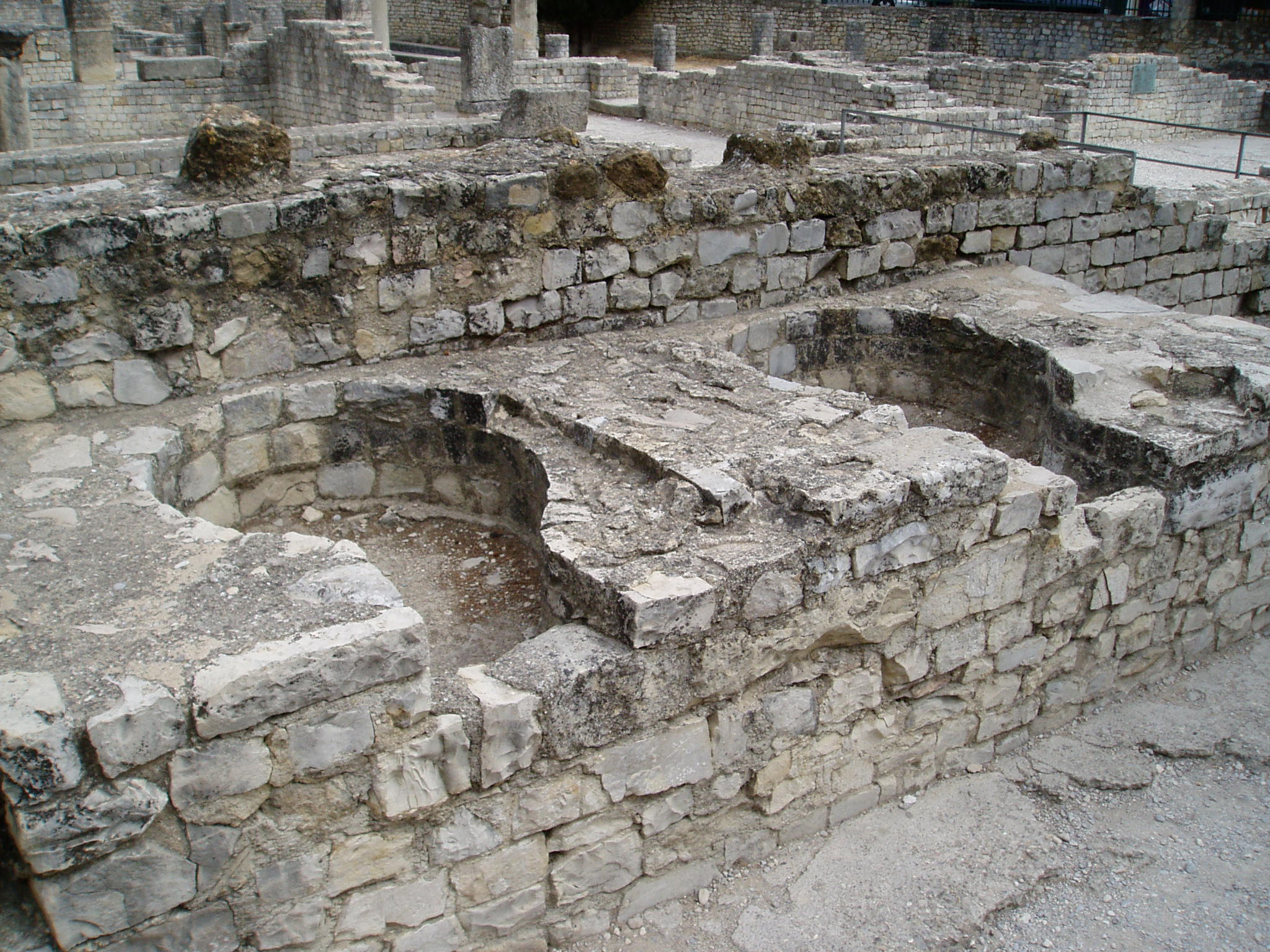
Culina.
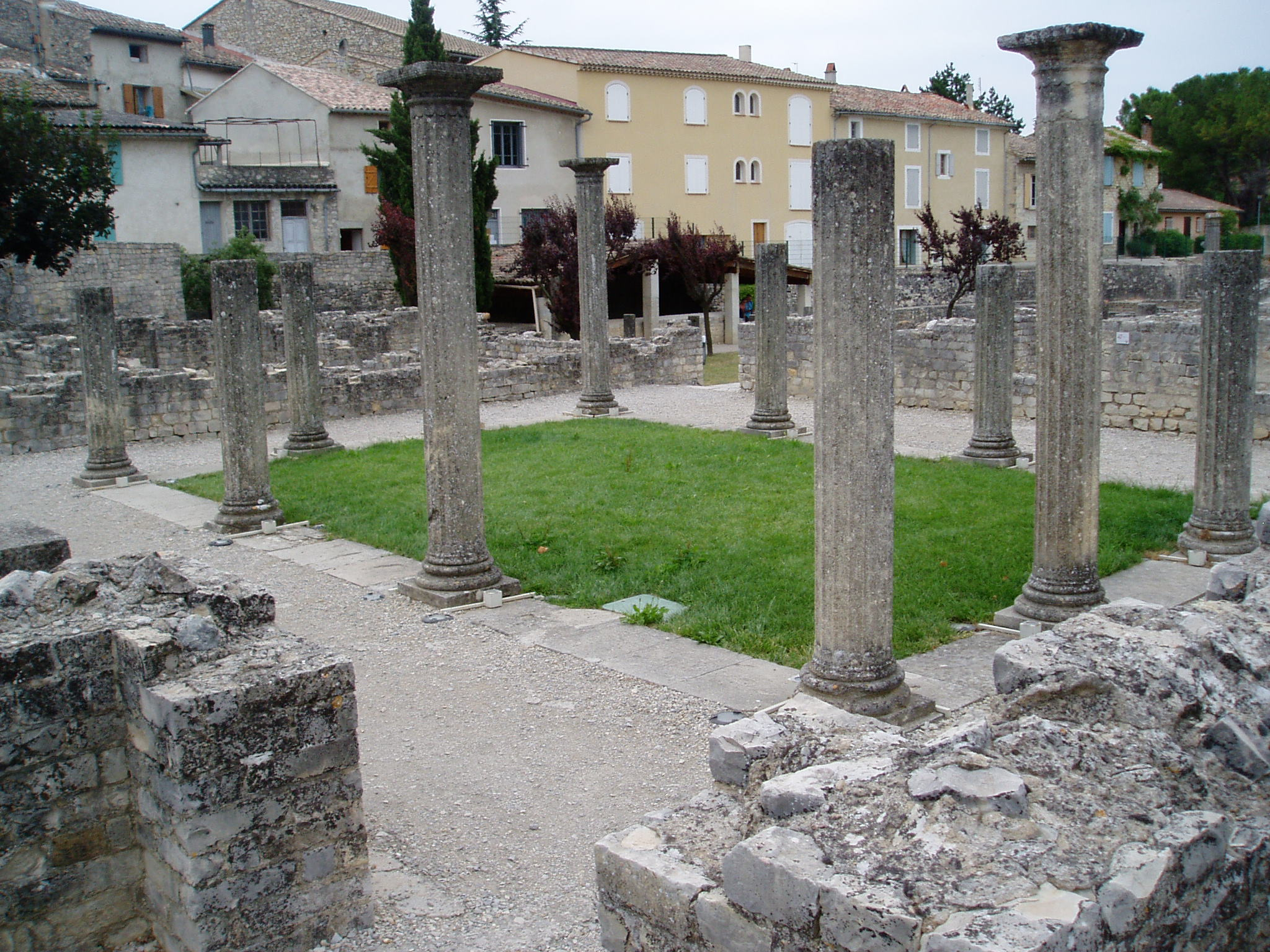
Atrium.
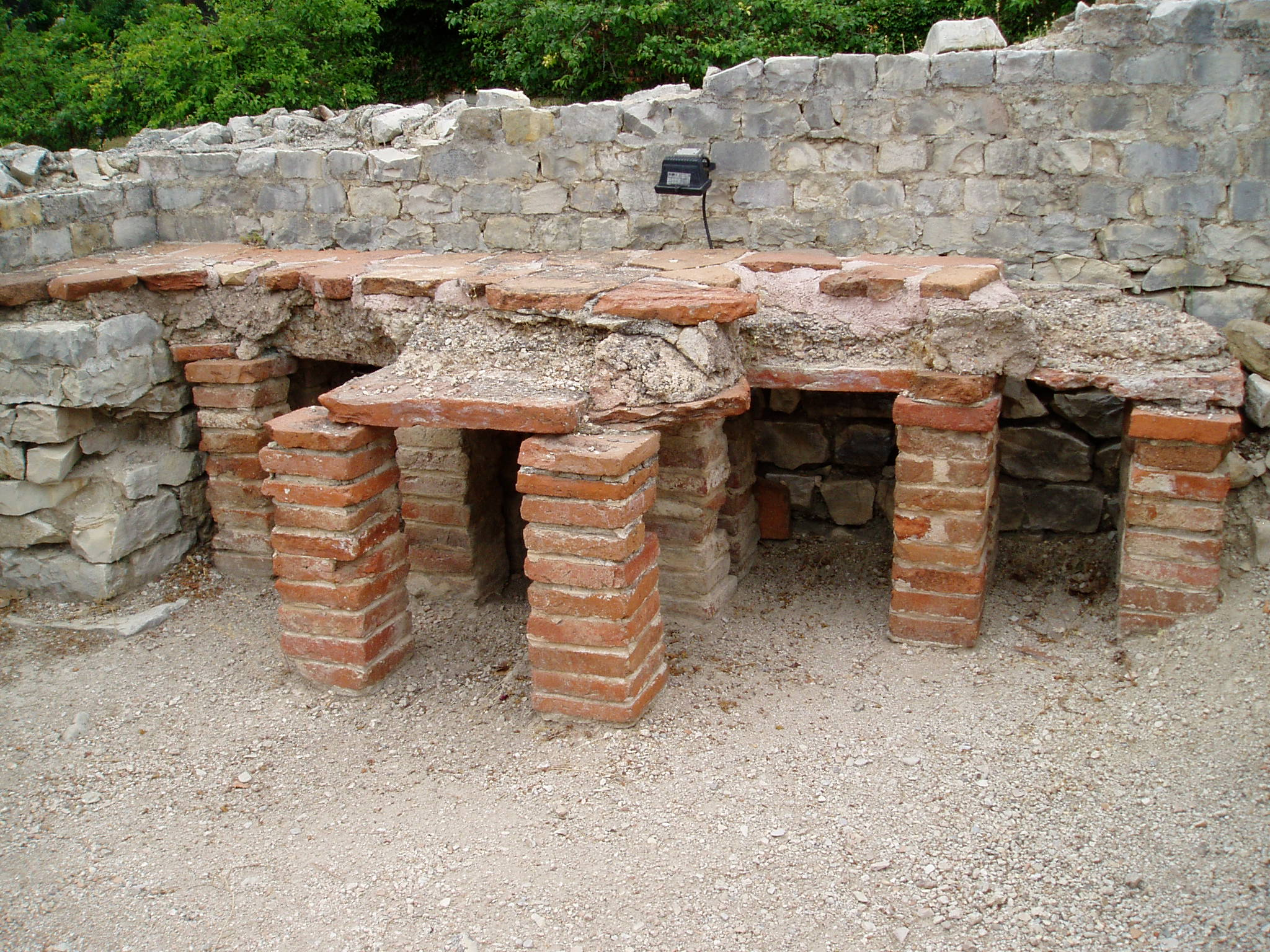
Thermes.

- Pont romain enjambant l'Ouvèze[53],[54].Pont sur l'Ouvèze.

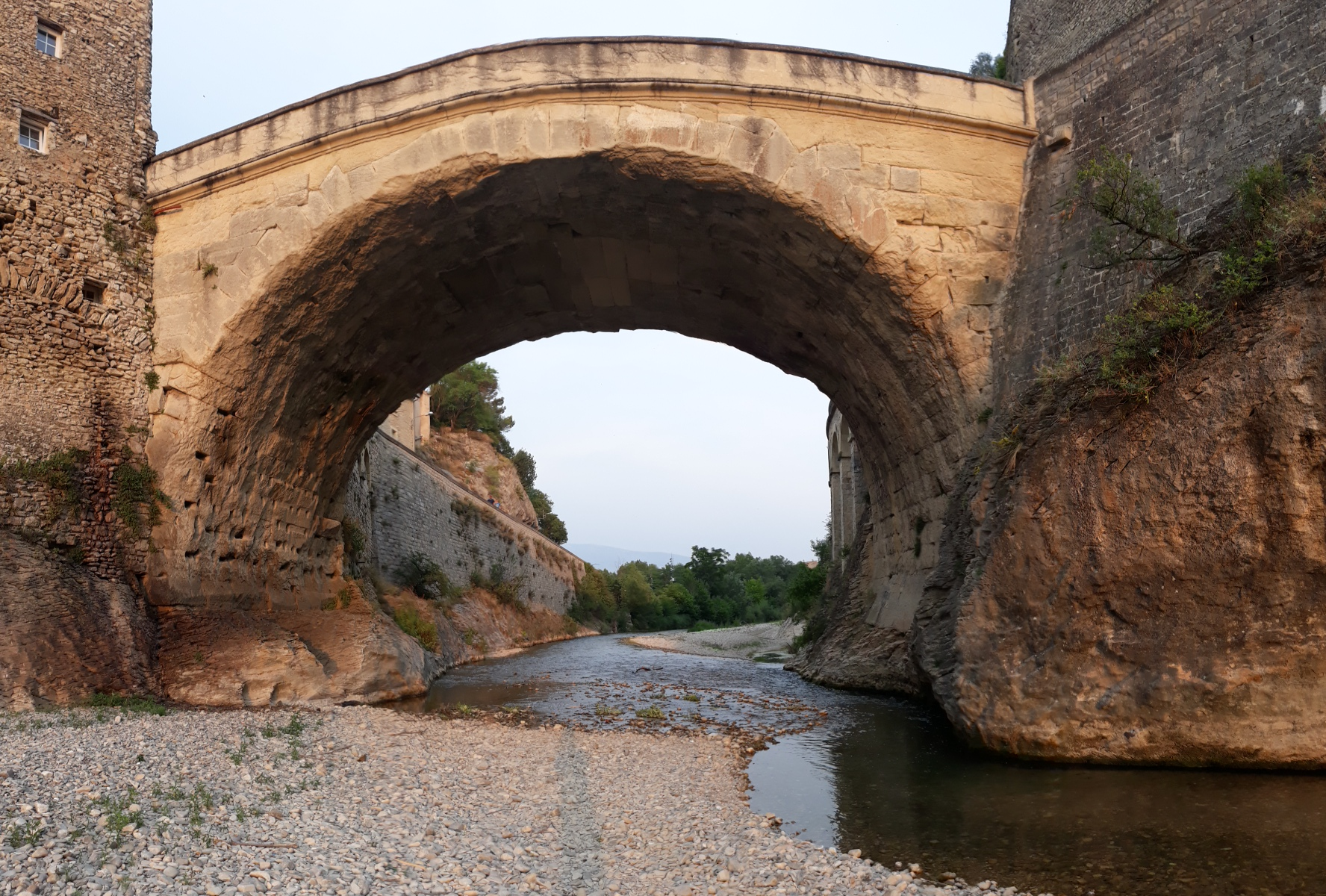
Pont sur l'Ouvèze.

- Le château des comtes de Toulouse[55],[56]. Campé au sommet d’un rocher à pic, le château de Vaison fut pendant des siècles une puissante forteresse du Comtat Venaissin. Bâti en 1195 par Raymond V, comte de Toulouse et marquis de Provence, il remplaça une tour détruite par l’évêque Bérenger de Reilhane. L’évêque ne parvint pas à chasser par excommunication les ouvriers employés par le comte Raymond qui passa outre aux foudres épiscopales et le château fort domina bientôt la ville. Le château, amputé de ses moyens de défense et de son donjon décapité, conserve de beaux bâtiments. Il rappelle les luttes qui opposèrent les comtes et les évêques usurpateurs de leurs droits. Alphonse de Poitiers, frère de Saint Louis, qui avait épousé la fille de Raymond VII de Toulouse, imposa aux évêques la restitution de ces mêmes droits en faisant rendre une sentence arbitrale le 30 décembre 1351. 44° 14′ 14″ N, 5° 04′ 22″ E Château des comtes de Toulouse.

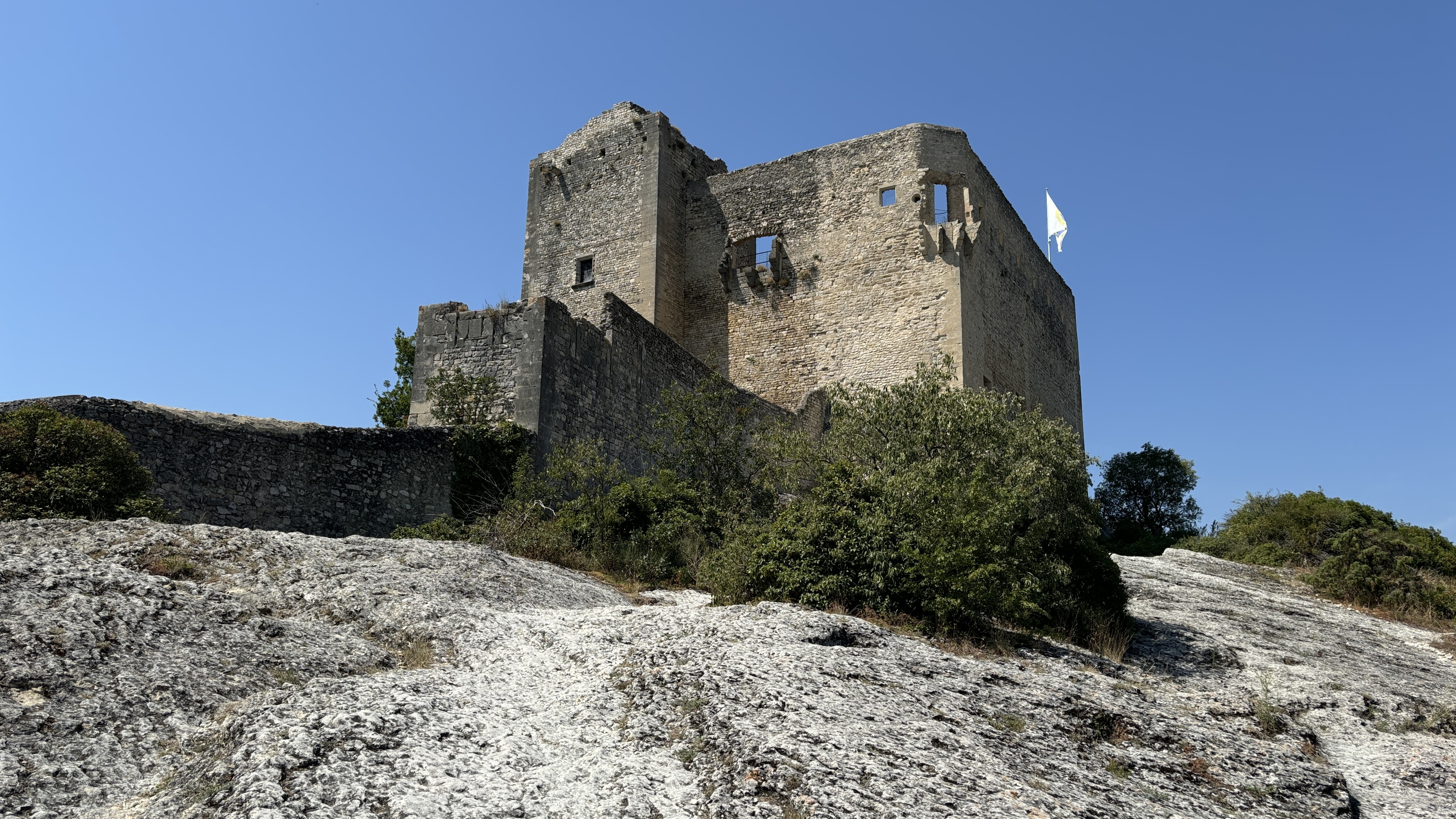
Château des comtes de Toulouse.

- Ville haute. Les remparts qui enserrent ce bourg médiéval ont été en partie édifiés avec des pierres provenant de la ville romaine.

Ruelles de la ville haute
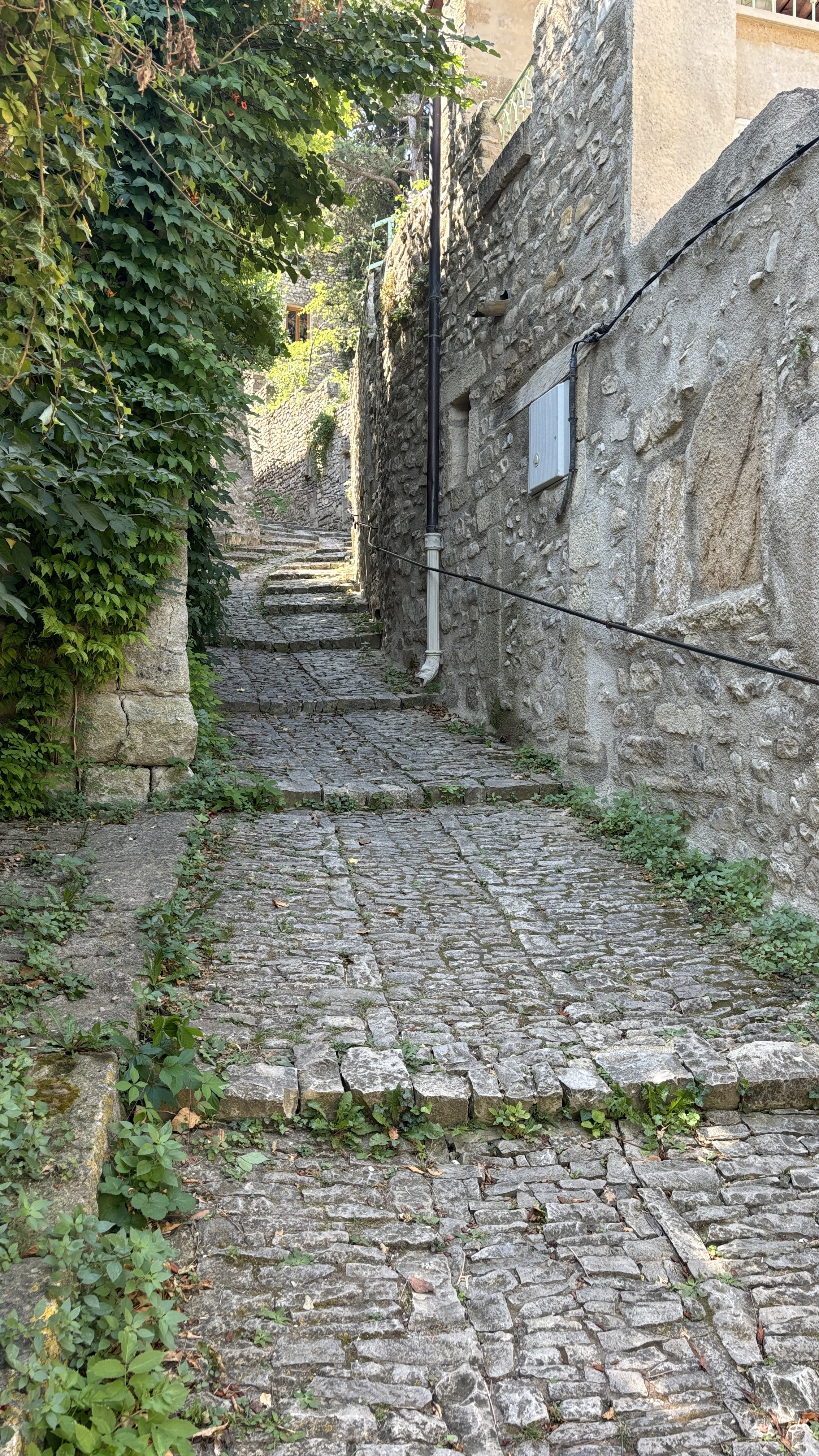
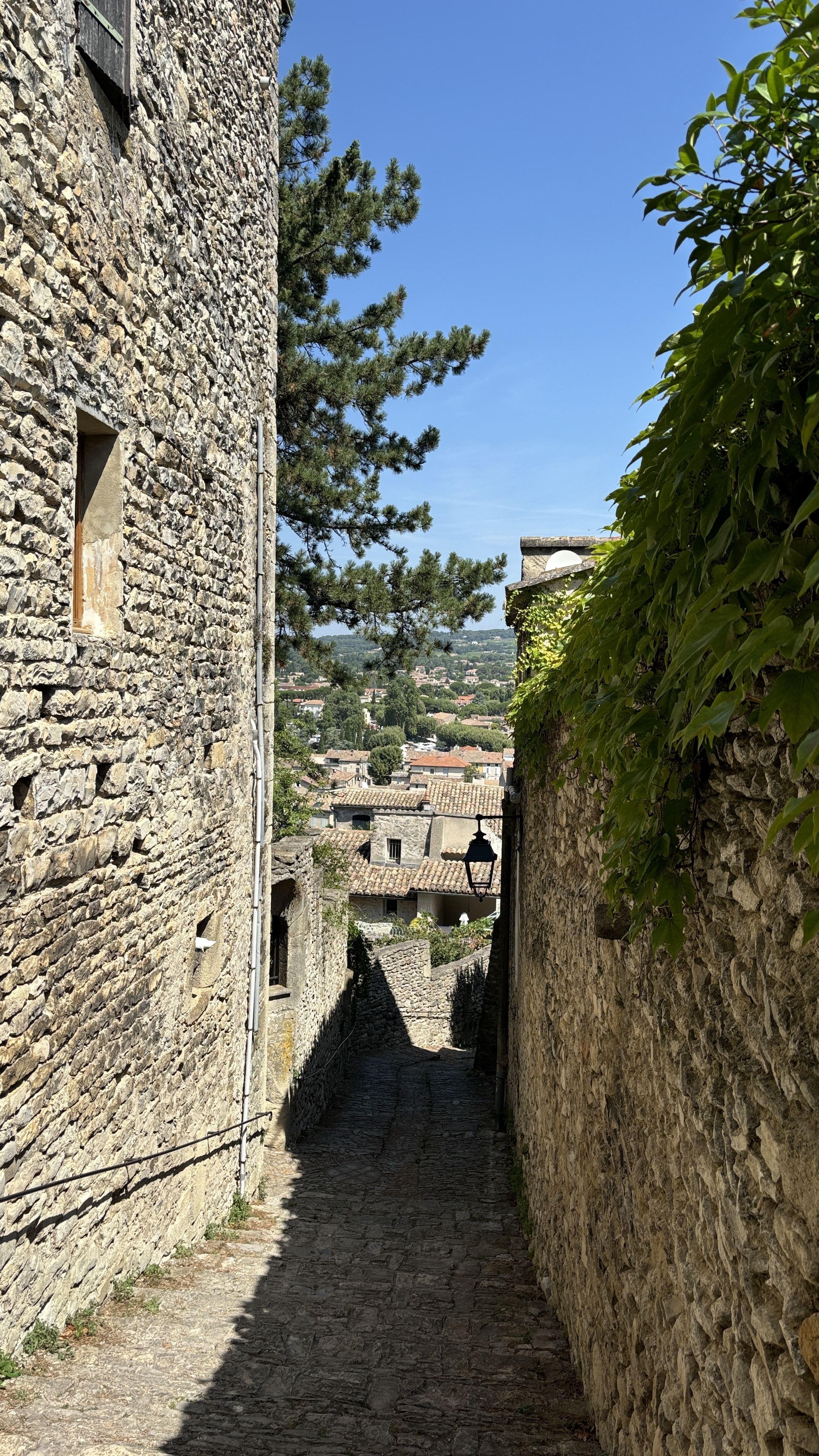
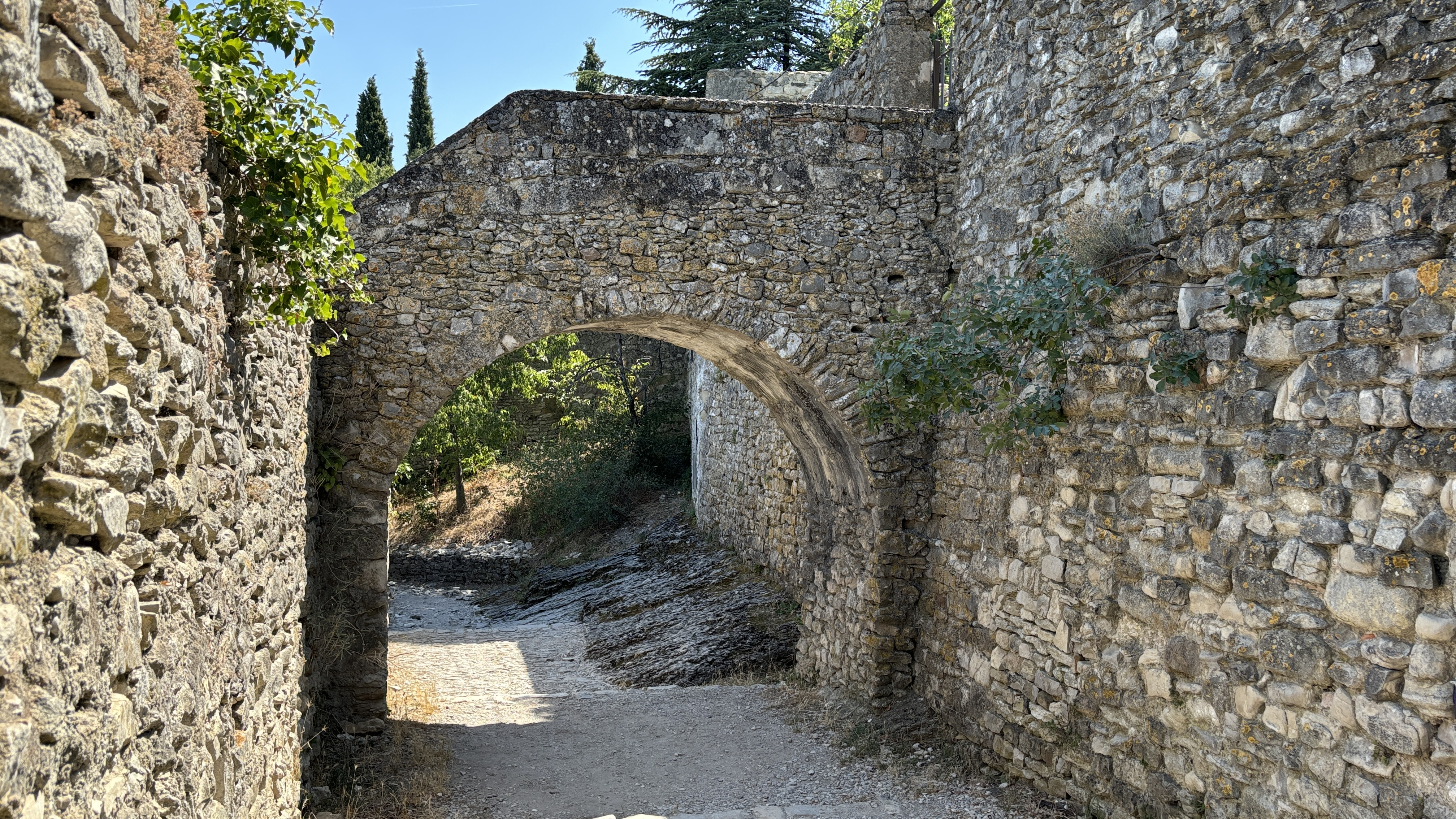
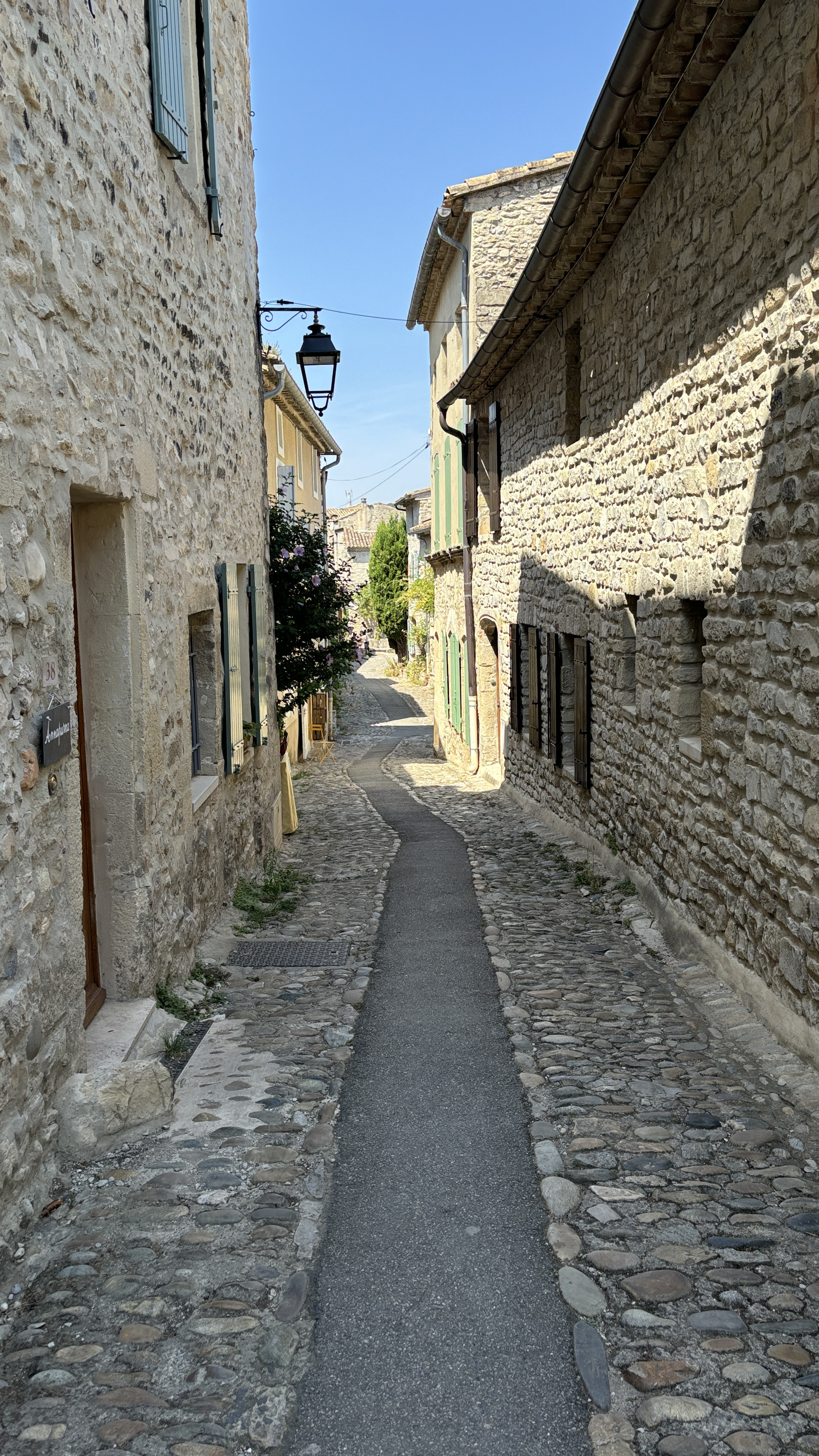

- Les portes de la haute ville[57].
- La Ferme des Arts[58].
- Villa dite "do mi si la do ré ou "villa verte"[59].

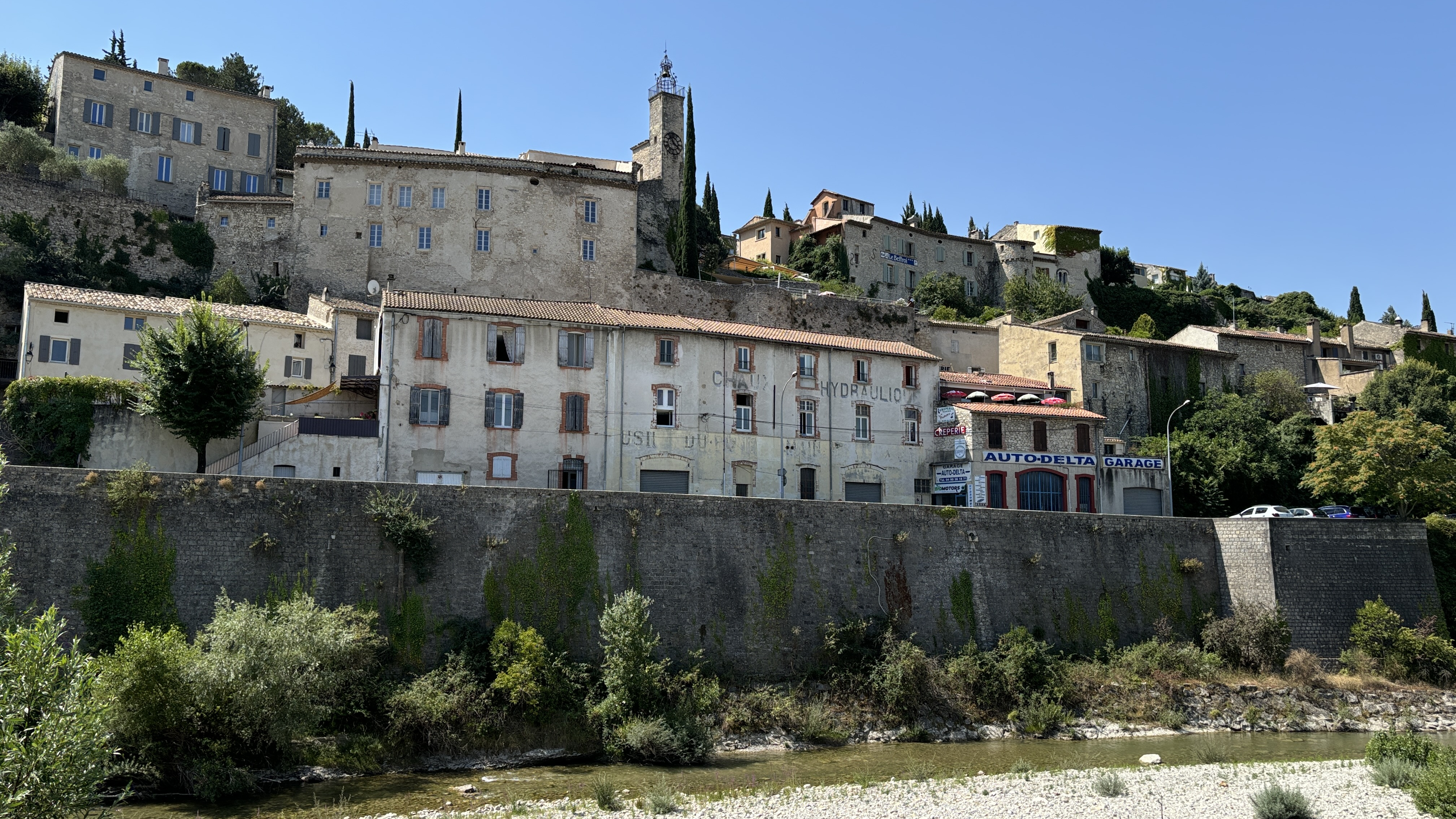
La Tour de l'Horloge.

- Tour de l'Horloge[60].La Tour de l'Horloge.
- Monuments commémoratifs :
  - Monuments aux morts[61],[62],
  - Plaque funéraire[63].

#### Patrimoine religieux

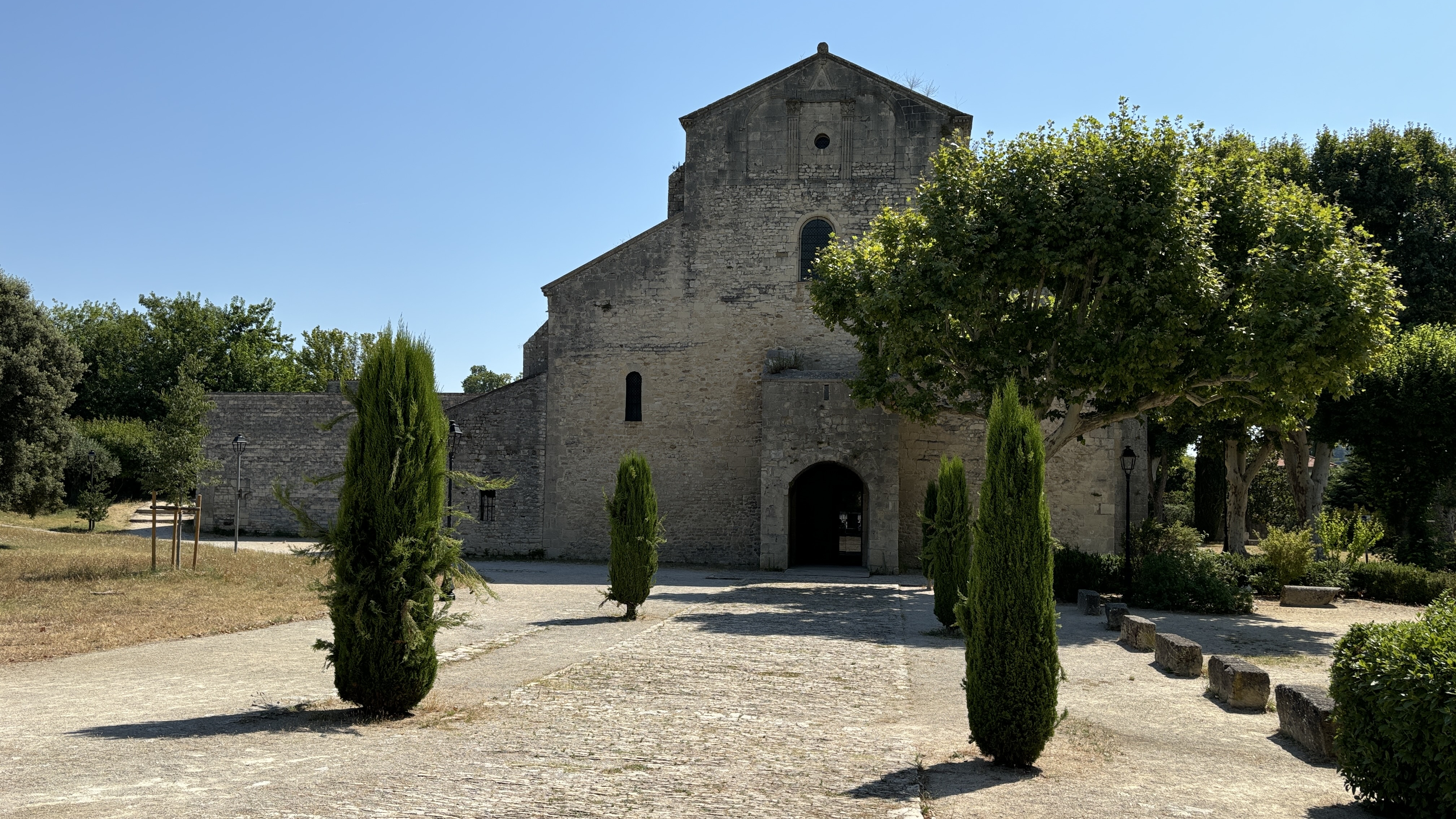
Cathédrale Notre-Dame de Nazareth.

- La cathédrale Notre-Dame-de-Nazareth[64],[65].

Le cloître : À gauche du chœur dans l'absidiole, on accède au cloître, qui a conservé trois de ses galeries d'origine (XIIe et XIIIe siècles, celle du sud-est ayant été reconstituée au XIXe siècle). Il est l'un des plus beaux de l'art roman. Ses arcades géminées, ses colonnettes revêtent un caractère artistique achevé. Édifié au Xe siècle par les chanoines du chapitre, il fut réparé par l'évêque Joseph Marie de Suarès au XVIIe siècle et complètement restauré au XIXe siècle par M. Revoil, architecte départemental. De forme carrée, il contient quatre galeries voûtées décorées de corniches et sur lesquelles s’ouvraient jadis les portes communiquant avec les cellules des chanoines qui étaient attenantes.

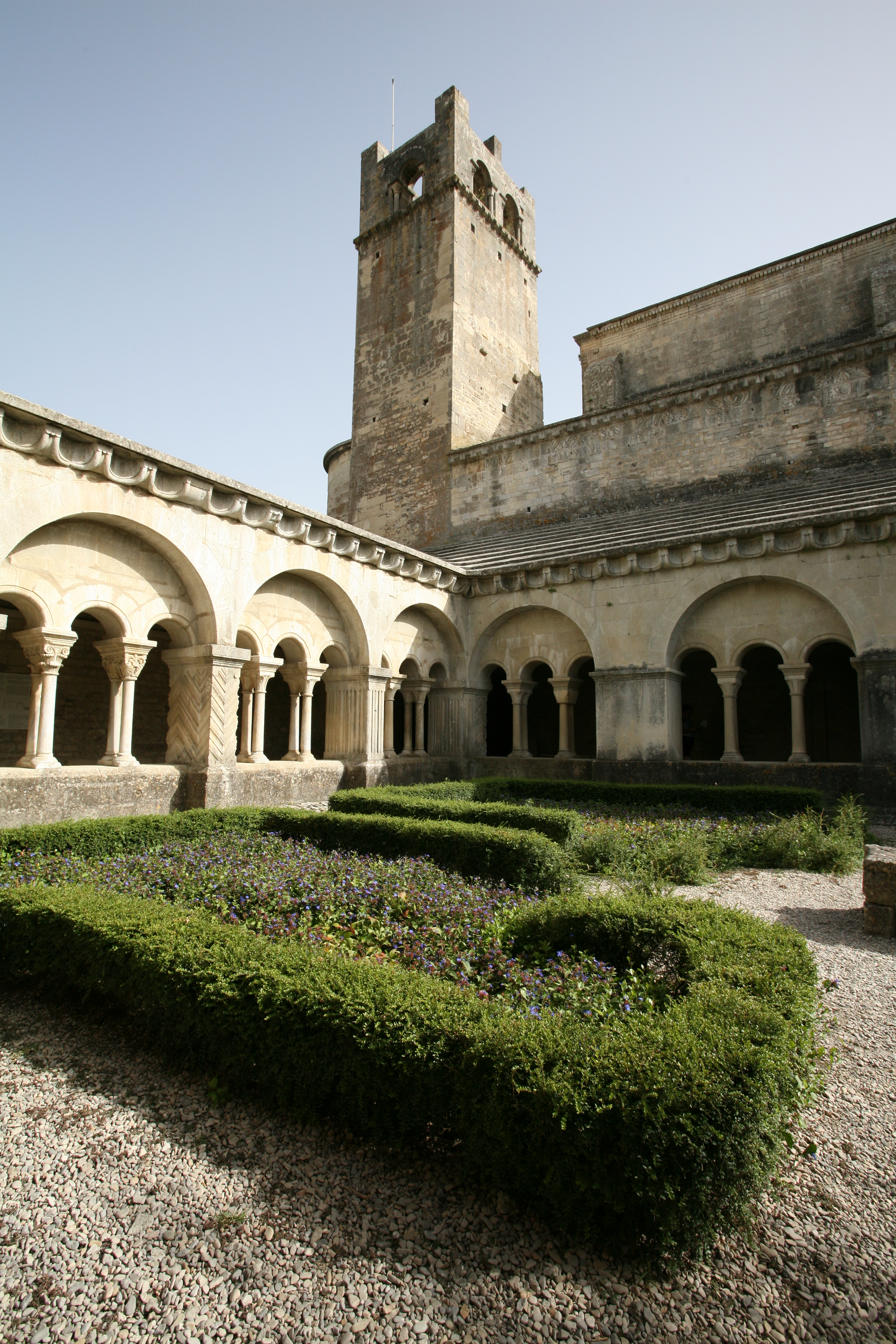
Le cloître.
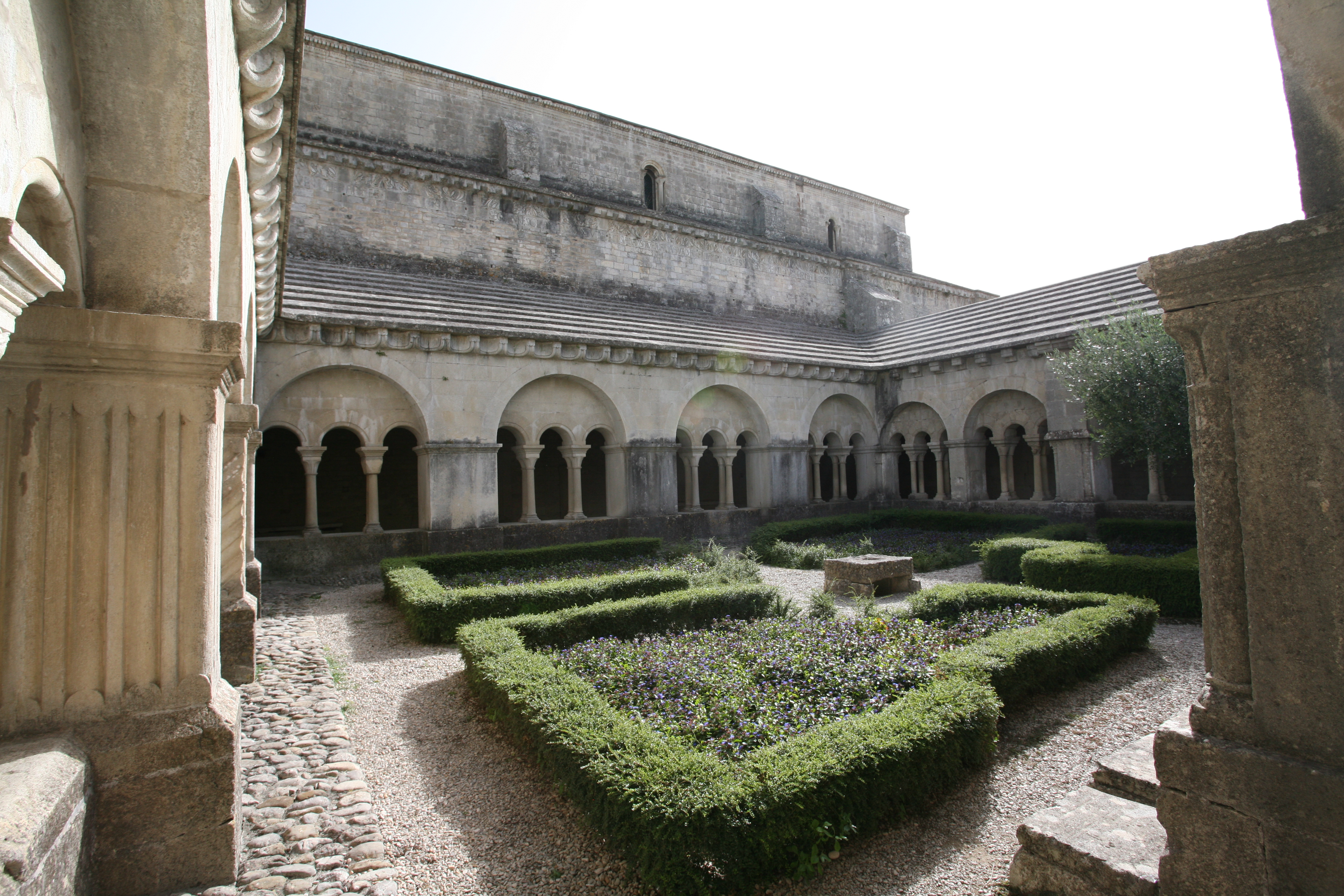
Le jardin du cloître.
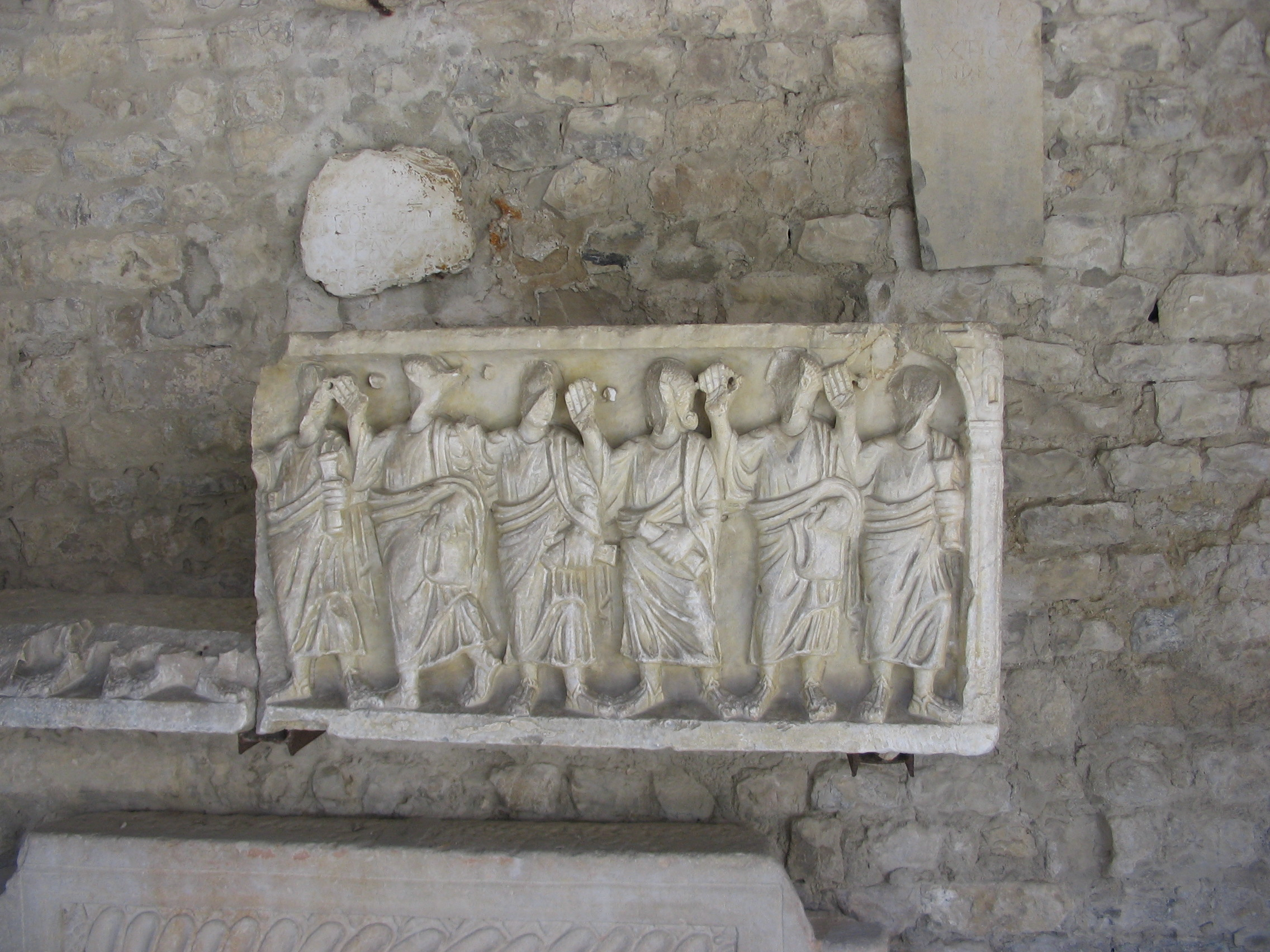
Sarcophage aux apôtres.
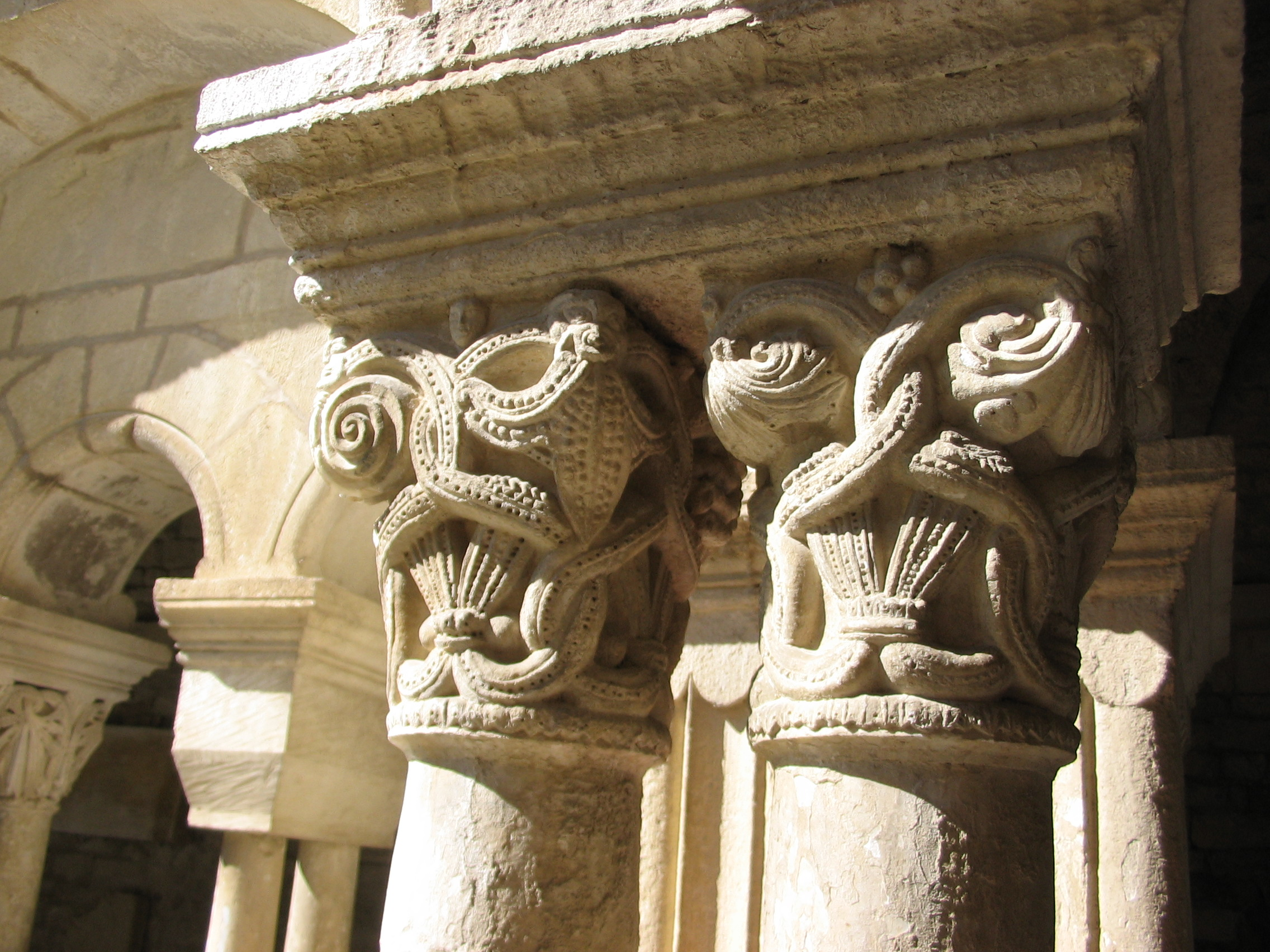
Chapiteau du cloître.
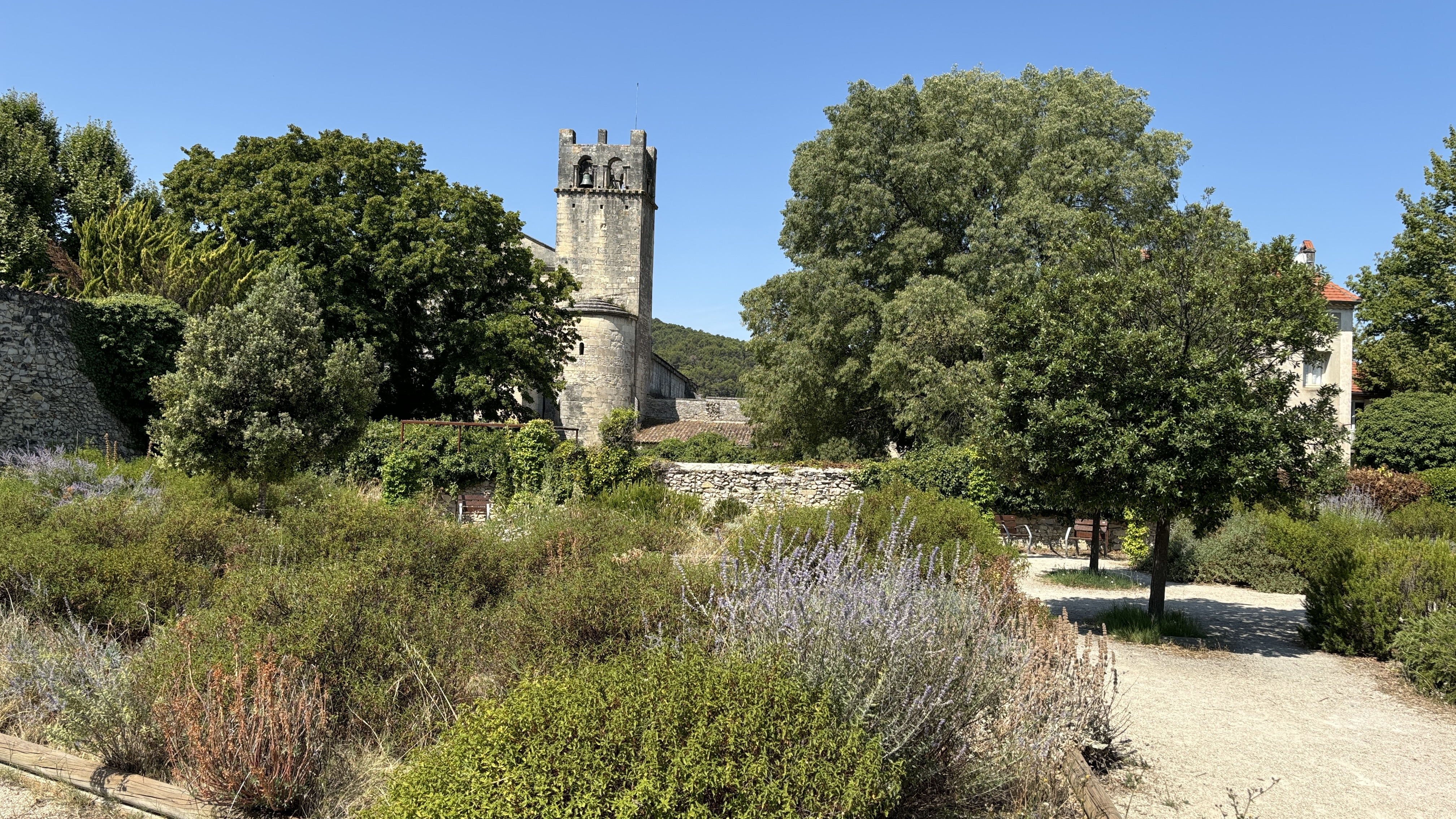
Clocher.

- Cathédrale Sainte-Marie-de-l'Assomption de Vaison-la-Romaine (Haute Ville)[66],[67].
- Chapelle Saint-Quenin[68].

Chapelle Saint-Quenin
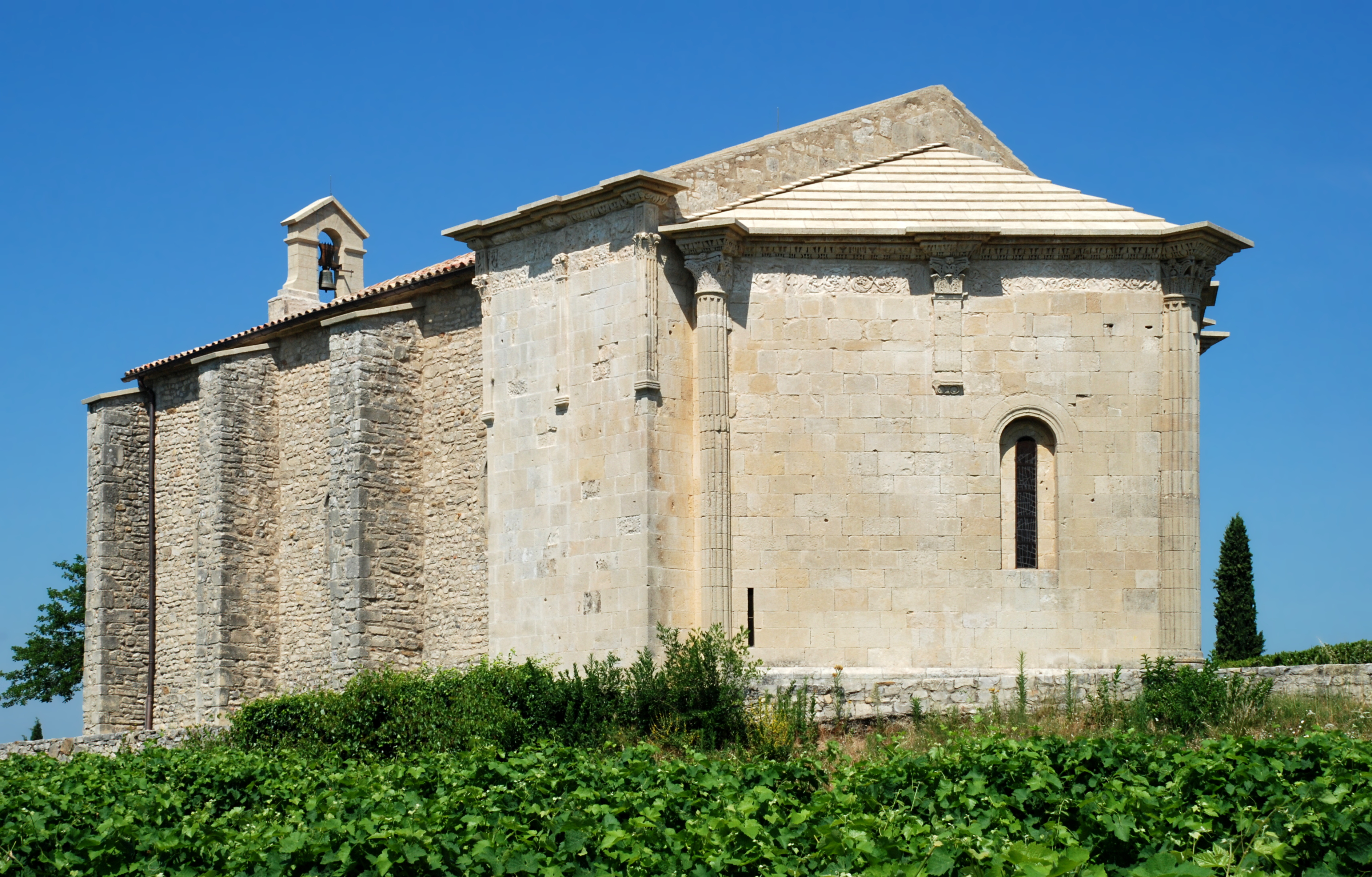
La chapelle Saint-Quenin.
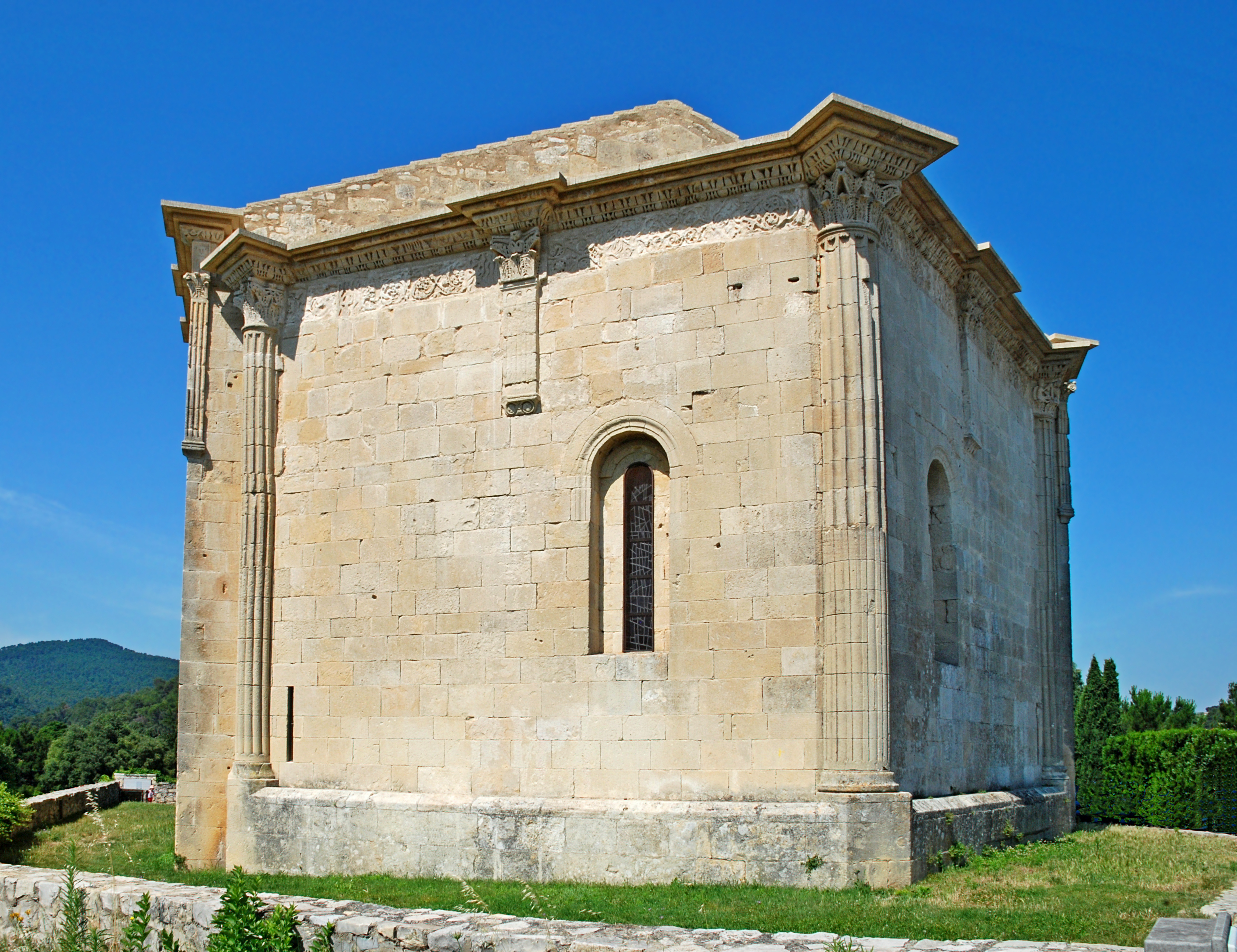
Le chevet triangulaire.
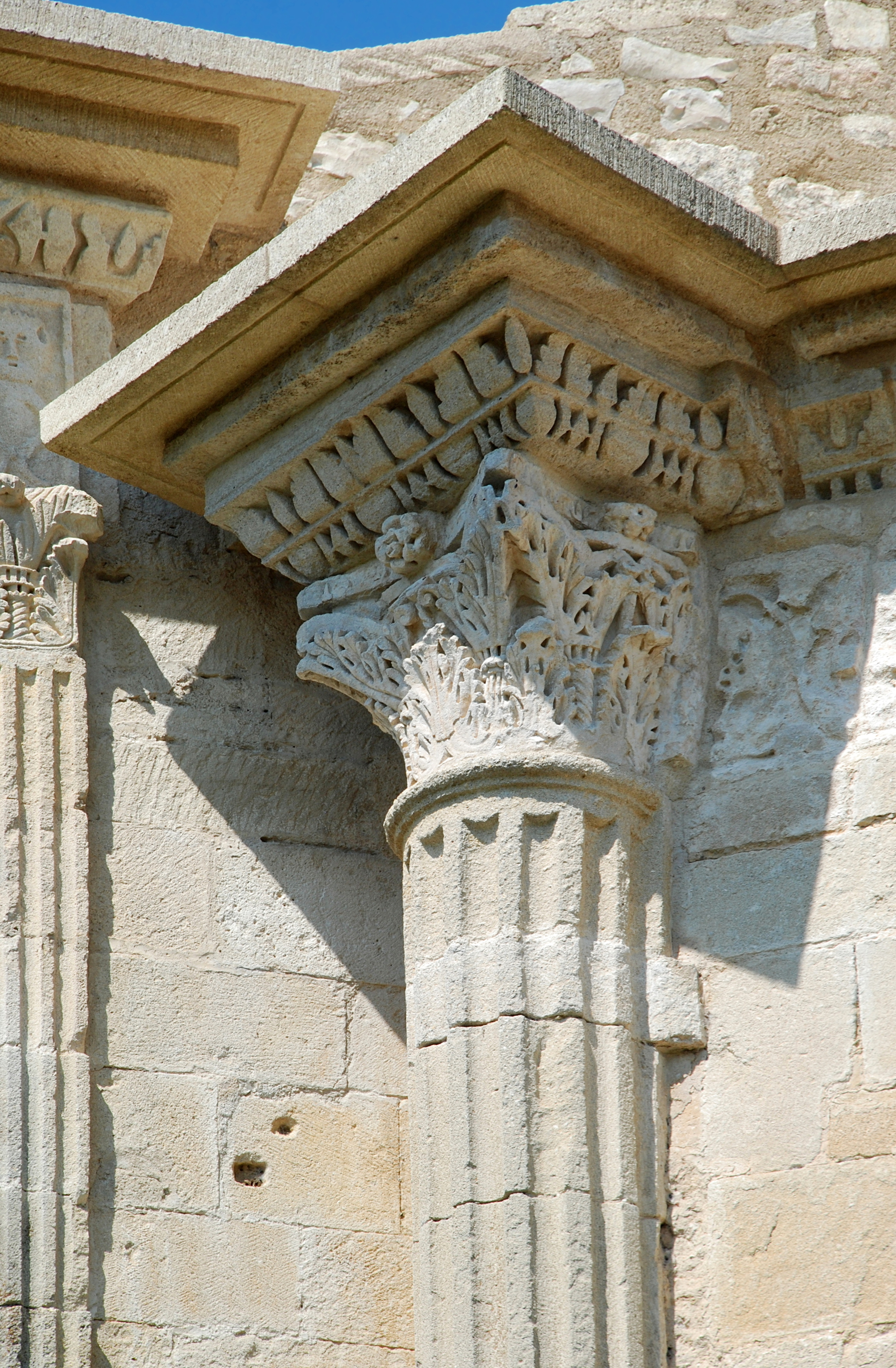
Chapiteau à feuilles d'acanthe.

- Chapelle des Pénitents blancs.
- Statue de la Vierge Noire.

## Personnalités liées à la commune

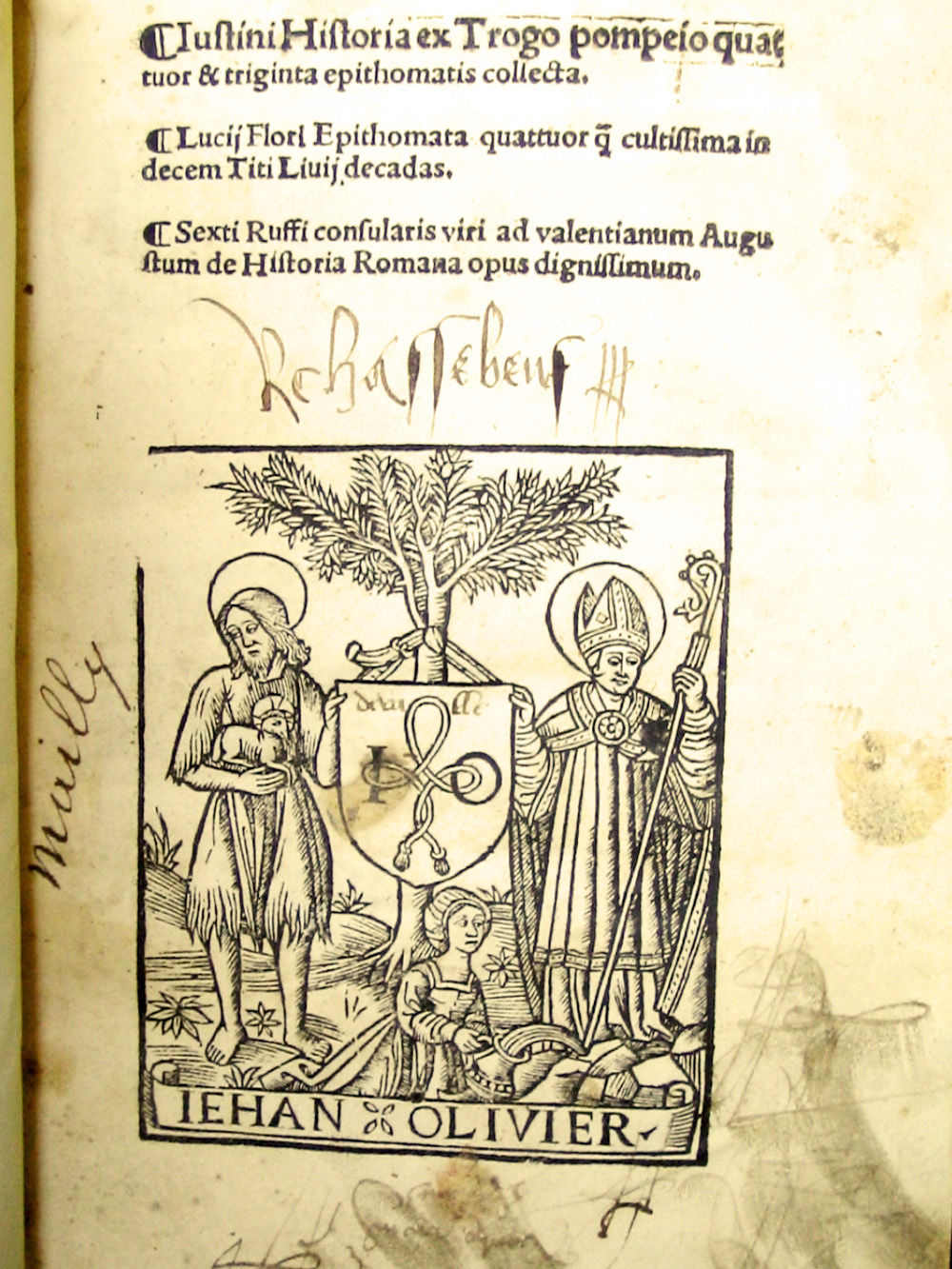
Histoire philippique de Trogue Pompée, résumée par Justin, édition de 1519.

- Trogue Pompée, né à Vaison-la-Romaine, historien. Il vécut au Ier siècle.
- Saint Quenin de Vaison (né au VIe siècle à Vaison-la-Romaine), évêque de Vaison.
- Casimir Marie Gaudibert (1823-1901, mort à Vaison-la-Romaine), astronome, sélénographe et homme d'église.
- Joseph Pagnol (1869-1951), père de Marcel Pagnol.
- Louis Potheau (1870-1955), skipper olympique né le 14 août 1870 à Meudon et mort le 18 février 1955 à Vaison-la-Romaine.
- Ulysse Fabre (1879-1946), ami de Maurice Burrus, maire de Vaison et sénateur ; il vota le 10 juillet 1940 les pleins pouvoirs au maréchal Pétain.
- Joseph Sautel (1880-1955), chanoine, organisateur des fouilles gallo-romaines pendant la première moitié du XXe siècle.
- Maurice Burrus (1882-1959), mécène de Vaison qui finança les fouilles des ruines romaines et homme politique qui vota la loi du 10 juillet 1940 confiant à Philippe Pétain les pleins pouvoirs.
- Jean Martet (1886-1940), poète, romancier et secrétaire de Georges Clemenceau, a vécu à Vaison ; il a notamment écrit Les Cousins de Vaison en 1932.
- Louis Piéchaud (1888-1965), journaliste, poète ayant vécu à Vaison-la-Romaine.
- Lucien Grangeon (1911-1975), sénateur maire de Vaison-la-Romaine.
- Alice Colonieu (1924-2010), artiste locale dont une rue porte le nom.
- Gaston Michel Cassez (1931-2025) membre du groupe Les Compagnons de la Chanson, musicien jazzman.
- Max Gallo (1932-2017), écrivain, historien, académicien.
- Michel Jeury (1934-2015), écrivain, décédé à Vaison-la-Romaine.
- Claude Haut (1944-), homme politique local.
- Les Justes parmi les nations de Vaucluse :
  - Claire Guigue
  - Henri Guigue
  - Pierre Guigue
- Mimie Mathy (1957-), comédienne, vit à Vaison-la-Romaine[69]

Nombreux sont les écrivains, peintres et autres acteurs résidant à Vaison-la-Romaine et dans les villages alentour.

## Héraldique
| Blason de Vaison-la-Romaine | Apparues au XVIIIe siècle, les armes actuelles se blasonnent ainsi : D'or au vase d'argent, sommé d'une croix pattée de sable, accosté de deux ceps de vigne de sable, sortant du vase, feuillés de sinople, fruités d'azur et retombant aux flancs du vase. Le vase fait de ce blason des armes parlantes, les ceps de vignes ont été ajoutés pour symboliser la culture de la vigne dans la région. Devise : Unitas fortitudo dissentio fragilitas |

|  | Une version antérieure du blason datant du XVIIe siècle est rapportée ainsi : D'azur à une Sainte-Vierge au naturel portée sur un vase d'argent, orné de fleurs au naturelles. Avec la devise « Vas Honorabilis ». |

|  | En 1470, les armes de la ville représentaient un château. En 1630, le blason était décrit ainsi : D'azur au vase d'argent, duquel sort une tige de sable, sommée d'une croix pattée du même, accosté de deux ceps de vigne de sable, sortant du vase, feuillés de sinople, fruités de gueules et retombant aux flancs du vase. Victor Adolphe Malte-Brun, dans La France illustrée de 1882, cite la version du XVIIe siècle et lui adjoint celle-ci : D'azur au vase d'argent, d'où sort une tige de sable surmontée d'une croix portée de même, cotoyée de deux ceps de vigne de sable à feuilles de sinople et à grappes de gueules sortant du vase |